# 高譚角色列表
《萬惡高譚市》（英語：Gotham）是一部美國犯罪戲劇電視劇，由布魯諾·海勒開發，取材自DC漫畫經典超級英雄作品《蝙蝠俠》，並於2014年9月22日在福斯广播公司開播。海勒作為執行製片人，包括執導首播集的丹尼·卡農。電視劇將會聚焦漫畫中對蝙蝠俠有着巨大影響的警察詹姆斯·高登成為警察局長之前的經歷，劇中人物除了少年時期的布鲁斯·韋恩以外，同時也包括著各種少年時期或是年輕時代的反派的起源故事，目前出現在劇中的有企鵝人、謎語人、貓女、小丑、毒藤女、稻草人、雙面人、急凍人、雨果·史特蘭奇、瘋帽客、忍者大師等等。

## 人物概覽表
| 班·麥肯錫                       | 詹姆斯·高登                            | 主演            | 主演            | 主演            | 主演            | 主演            |
| 多納爾·羅格                     | 哈維·布洛克                            | 主演            | 主演            | 主演            | 主演            | 主演            |
| 大衛·馬祖                       | 布魯斯·韋恩                            | 主演            | 主演            | 主演            | 主演            | 主演            |
| 西恩·帕威                       | 阿福·潘尼沃斯                          | 主演            | 主演            | 主演            | 主演            | 主演            |
| 羅賓·羅德·泰勒                  | 奧斯華·科波特 企鵝人                   | 主演            | 主演            | 主演            | 主演            | 主演            |
| 艾琳·理查茲                     | 芭芭拉·艾琳·基恩                       | 主演            | 主演            | 主演            | 主演            | 主演            |
| 柯利·麥克·史密斯                | 愛德華·尼格瑪 謎語人                   | 主演            | 主演            | 主演            | 主演            | 主演            |
| 卡麥蓉·畢坎多瓦                 | 瑟琳娜·凱爾                            | 主演            | 主演            | 主演            | 主演            | 主演            |
| 潔達·蘋姬·史密斯                | 費雪·穆妮                              | 主演            | 客串            | 常設            | Does not appear | Does not appear |
| 約翰·多曼                       | 卡麥·法爾康尼                          | 主演            | 客串            | 常設            | 常設            | Does not appear |
| 查布萊娜·格瓦拉                 | 莎拉·埃森                              | 主演            | 主演            | Does not appear | Does not appear | Does not appear |
| 維多莉亞·卡塔格納               | 蕾妮·蒙托亞                            | 主演            | Does not appear | Does not appear | Does not appear | Does not appear |
| 安德魯·史都華-瓊斯              | 克里斯彭·艾倫                          | 主演            | Does not appear | Does not appear | Does not appear | Does not appear |
| 莫蓮娜·芭卡琳                   | 萊絲莉·湯普金斯                        | 常設            | 主演            | 主演            | 主演            | 主演            |
| 德鲁·鮑威爾                     | 布奇·吉爾茲／賽洛斯·哥德 所羅門·格蘭迪 | 常設            | 主演            | 主演            | 主演            | Does not appear |
| 尼克·迪科斯托                   | 哈維·丹特                              | 常設            | 主演            | Does not appear | Does not appear | Does not appear |
| 克里斯·查克                     | 盧修斯·福克斯                          | 客串            | 主演            | 主演            | 主演            | 主演            |
| 詹姆斯·佛林                     | 西奧·蓋勒文 死亡天使                   | Does not appear | 主演            | Does not appear | Does not appear | Does not appear |
| 潔西卡·盧卡斯                   | 塔比莎·蓋勒文 虎女                     | Does not appear | 主演            | 主演            | 主演            | 主演            |
| 麥克·切克里斯                   | 奈森尼爾·巴恩斯 劊子手                 | Does not appear | 主演            | 主演            | Does not appear | Does not appear |
| 克萊兒·福利瑪姬·吉哈佩頓·莉斯特 | 艾薇·派普 毒藤女                       | 常設            | 常設            | 客串            | Does not appear | Does not appear |
| 克萊兒·福利瑪姬·吉哈佩頓·莉斯特 | 艾薇·派普 毒藤女                       | Does not appear | Does not appear | 主演            | 客串            | Does not appear |
| 克萊兒·福利瑪姬·吉哈佩頓·莉斯特 | 艾薇·派普 毒藤女                       | Does not appear | Does not appear | Does not appear | 常設            | 常設            |
| 班奈狄克·塞繆爾                 | 傑維斯·泰奇 瘋帽客                     | Does not appear | Does not appear | 主演            | 常設            | 客串            |
| 亞歴山大·希迪格                 | 忍者大師                               | Does not appear | Does not appear | 客串            | 主演            | Does not appear |
| 克莉絲朵·瑞德                   | 蘇菲亞·法爾康尼                        | Does not appear | Does not appear | Does not appear | 主演            | Does not appear |
| 常設人物                        |                                        |                 |                 |                 |                 |                 |
| 理查德·凱德                     | 安布利·詹姆斯                          | 常設            | 常設            | 常設            | Does not appear | 客串            |
| 卡蘿·肯恩                       | 葛菈楚德·科波特                        | 常設            | 常設            | Does not appear | Does not appear | Does not appear |
| 大衛·查亞斯                     | 薩爾·馬洛尼                            | 常設            | Does not appear | Does not appear | Does not appear | Does not appear |
| 丹尼·馬斯卓吉歐                 | 法蘭基·卡彭                            | 常設            | Does not appear | Does not appear | Does not appear | Does not appear |
| 亞歴克斯·科羅拉多               | 蓋博瑞                                 | 常設            | 常設            | 常設            | Does not appear | Does not appear |
| 安東尼·卡瑞根                   | 維克多·薩斯                            | 常設            | 常設            | 常設            | 常設            | 常設            |
| 麥肯錫·雷                       | 莉莎                                   | 常設            | Does not appear | Does not appear | Does not appear | Does not appear |
| J·W·科特斯                      | 卡洛斯·阿瓦雷茲                        | 常設            | 常設            | 常設            | 常設            | 常設            |
| 雀西·史派克                     | 克莉絲汀·克琳格                        | 常設            | 常設            | Does not appear | Does not appear | Does not appear |
| 雀西·史派克                     | 伊莎貝拉                               | Does not appear | Does not appear | 客串            | Does not appear | Does not appear |
| 彼得·蘇克瑞                     | 吉利恩·洛布                            | 常設            | 常設            | Does not appear | Does not appear | Does not appear |
| 查理·特翰大衛·W·湯普森          | 強納森·克萊恩 稻草人                   | 常設            | Does not appear | Does not appear | 常設            | Does not appear |
| 查理·特翰大衛·W·湯普森          | 強納森·克萊恩 稻草人                   | Does not appear | Does not appear | Does not appear | 常設            | 常設            |
| 卡梅隆·莫納漢                   | 傑洛姆·瓦勒斯卡                        | 客串            | 常設            | 常設            | 常設            | Does not appear |
| 卡梅隆·莫納漢                   | 傑瑞麥·瓦勒斯卡                        | Does not appear | Does not appear | Does not appear | 常設            | 常設            |
| 娜塔莉·艾琳·林德                | 希薇·聖克勞                            | Does not appear | 常設            | Does not appear | Does not appear | Does not appear |
| 蜜雪兒·溫提米利亞卡蜜拉·佩瑞茲  | 布莉姬特·派克 螢火蟲                   | Does not appear | 常設            | Does not appear | 常設            | Does not appear |
| 蜜雪兒·溫提米利亞卡蜜拉·佩瑞茲  | 布莉姬特·派克 螢火蟲                   | Does not appear | Does not appear | 常設            | 客串            | Does not appear |
| 黃榮亮                          | 雨果·史特蘭奇                          | Does not appear | 常設            | 常設            | 客串            | 常設            |
| 譚妮亞·平金斯                   | 艾瑟爾·皮博迪                          | Does not appear | 常設            | 客串            | Does not appear | Does not appear |
| 奈森·達羅                       | 維克多·佛萊斯 急凍人                   | Does not appear | 常設            | 常設            | 常設            | Does not appear |
| 鄭智麟                          | 瓦萊麗·維爾                            | Does not appear | Does not appear | 常設            | Does not appear | Does not appear |
| 詹姆斯·卡彭埃洛                 | 馬利歐·卡維                            | Does not appear | Does not appear | 常設            | Does not appear | Does not appear |
| 萊絲莉·亨德瑞斯                 | 凱薩琳·門羅                            | Does not appear | 客串            | 常設            | Does not appear | Does not appear |
| 詹姆士·雷瑪                     | 法蘭克·高登                            | Does not appear | Does not appear | 常設            | Does not appear | Does not appear |
| 雷蒙德·约翰·巴里                | 沙曼                                   | Does not appear | Does not appear | 常設            | Does not appear | Does not appear |
| 安德魯·賽隆                     | 亞瑟·潘 腹語師                         | Does not appear | Does not appear | Does not appear | 常設            | 常設            |
| 凱西·葛麗芬                     | 凡妮莎·哈伯                            | Does not appear | Does not appear | Does not appear | 常設            | 常設            |
| 瑪麗娜·班奈狄克                 | 雀莉                                   | Does not appear | Does not appear | Does not appear | 常設            | Does not appear |
| 麥可·瑟佛瑞斯                   | 拉茲洛·瓦倫丁 豬教授                   | Does not appear | Does not appear | Does not appear | 常設            | Does not appear |
| 西瓦·卡萊希文                   | 莉莉亞                                 | Does not appear | Does not appear | Does not appear | 常設            | 常設            |
| 法蘭契絲卡·盧特-道森            | 艾可                                   | Does not appear | Does not appear | Does not appear | 常設            | 常設            |
| 潔咪·莫瑞                       | 泰瑞莎·沃克 妮莎·奧·古                 | Does not appear | Does not appear | Does not appear | Does not appear | 常設            |
| 夏恩·威斯特                     | 愛德華多·杜蘭斯 班恩                   | Does not appear | Does not appear | Does not appear | Does not appear | 常設            |

## 主要人物
- 詹姆斯·高登（英语：Jim Gordon (Gotham)）（；班·麥肯錫飾[1]，第1-5季主演，台灣配音：梁興昌）

高譚市警察局的資深警察，從軍參戰退伍後回到家鄉高譚當上警察，為人正直、機智、嫉惡如仇，發誓會以捍衛正義來紀念他英年早逝的檢察官父親。個性固執、倔強又不服輸，有強烈的個人英雄主義，寧願犧牲一切都要維護正義。在接手韋恩夫婦謀殺案的同時，也開始打擊城市的腐敗犯罪，無論如何就是不肯對惡勢力低頭。但久而久之受各種案件影響，手段也逐漸開始極端化。一時衝動槍殺仇人後開始被罪惡感折磨，之後還被尼格瑪陷害關進黑門監獄。最後雖然成功洗刷冤屈，但在愛情與工作上的雙重打擊之下，一度自暴自棄成為獨行俠。直到一次被傑維斯·泰奇下致幻藥，在潛意識幻覺中受到已故父親的點醒，才徹底從陰霾中醒悟過來並重燃英雄使命。當貓頭鷹法庭時代終結後，隻身對抗企鵝人實行的犯罪治世時期，為了扳倒企鵝人不惜背離布洛克、回去找法爾康尼家族求助，卻間接讓法爾康尼野心勃勃的女兒蘇菲亞獨佔整座城市。盡全力與布洛克重修舊好後，以受重傷的代價以及萊絲莉的解救之下成功扳倒蘇菲亞。這次讓他徹底認清獨當一面的後果，聽從布洛克的建議、隱瞞罪過作為贖罪。在高譚市變為無人地帶後選擇留在警局奮戰，跟政府協商過程中還為難民建立庇護家園，即使後來家園遭人蓄意摧毀，但無論如何都不肯放棄陣地。一次受嚴重槍擊而性命不保，受萊絲莉救治穩定他的傷勢後，使他重新正視自己而與萊絲莉完婚。在高譚將回歸本土之際遭到變成「班恩」的愛德華多伏擊，面臨軍方對城市轟炸及進軍。帶領所有警察和市民建立防線、誓死捍衛高譚，在通力合作勝利下成功避免軍事打擊，使城市被政府收復，功績累累的他升官警察局長。當官的十年下來逐漸厭倦而萌生退意，本決定在新韋恩塔樓的開幕晚會上宣佈退休，但隨著傑瑞麥再次復出作亂，遭挾持的女兒剛好受當日現身的「黑暗義警」協助而得救，使他看見一個新希望而留下來奮戰。
- 哈維·布洛克（Det. Harvey Bullock；多納爾·羅格飾[2]，第1-5季主演，台灣配音：陳幼文）

高登的搭檔兼摯友，經驗豐富、憤世嫉俗的老練警探，手段雖然強硬、作風卻略為輕浮，即使在外跟黑道有不少往來，但為人卻十分仗義，面對困難決不退縮。首次遇見高登時由於想法南轅北轍而經常和他發生言語衝突，但經過多次攜手合作，加上被高登拯救多次，他被激起當年的熱情，變成高登不可或缺的夥伴。由於警局領導者相繼逝去，資歷最高的他而被封為代理警監。然而自從企鵝人開始實行執照制度後，他選擇對惡勢力低頭，收受企鵝人賄賂，與高登的友情倒退回兩者剛開始時的緊張狀態。在奈何島緝匪行動中因為不聽高登勸阻，導致警察隊伍遭受災難性打擊，從那之後他便顏面掃地、一蹶不振，高登的背叛也使他失去了警監職位，失望之下辭職做擅長的酒保。直到高登發現案件真相，受自責驅使而屢次前來登門道歉，加上艾薇的植物襲擊，他才願意回歸警局，與高登進一步化解前嫌，告誡他要背負罪過作為贖罪。在傑瑞麥的炸彈威脅時，不顧生命危險解除炸彈而讓他重獲同仁敬重。在無人地帶期間及過後的十年下來，他繼續留在警察局中輔助高登。
- 布魯斯·韋恩（Bruce Wayne；大衛·馬祖飾[3][註 1]，第1-5季主演，台灣配音：周于群）

韋恩夫婦的獨子，年僅十歲就目睹父母雙雙被槍殺，得到高登的安慰後開始靠自己所能來尋找真相，開始接受嚴格訓練來增強體能和武藝，逐漸從嬌生慣養變得精明能幹。立誓為父母申冤而企圖挖開韋恩企業內幕，經歷過多次生死交關後偶然找到殺害父母的真兇，選擇饒他一命後，兇手卻吞槍自盡。從那以後，他開始用自己的力量和城市惡勢力鬥爭，深入調查父母命案讓他牽扯進貓頭鷹法庭的黑幕，被幕後領袖注意到後抓去洗腦改造成為其徒弟，最後還是阿福的不離不棄而讓他找回自我。之後他決定以囚禁期間的所學知識當上“夜間義警”，對抗忍者大師的鬥爭中被迫做出殺生的痛苦決定；這次痛下殺手使他的心靈受創，無法擺脫內疚感之下開始靠派對狂歡消遣，與阿福的關係日漸惡化，還將他趕出家門。直到他被艾薇以植物毒素感染，在幻覺中看見真實的自己後才徹底醒悟，被高登用解藥救活後開始彌補犯過的蠢事，最終擔起使命並正式和阿福和解。無意間遭到傑瑞麥欺騙，幫助他設計實為炸彈的發電機，成為高譚市變成無人地帶的導火線，同時牽連到瑟琳娜遭傑瑞麥槍擊至癱瘓。城市變成禁區後與高譚警局密切合作，協助擺平惡勢力，擔起他的使命；包括靠他自己擊敗傑瑞麥而使他掉進化學池中。由於身為害死忍者大師的“幫兇”，受到其女兒妮莎的復仇，雖然最終摧毀妮莎的陰謀，但同時他決定探討自己的真正使命而離開高譚。十年後，他從外地歸來參加韋恩塔樓的開幕，假託有事在身而鮮少現身，實際上化身為在暗夜行動的「黑暗義警」，在市區擺平犯罪勢力。
- 大衛·馬祖在第三季同時扮演實驗品514A號（Subject 514A）：一位和布魯斯長得極其相似的克隆男孩，在印第安山實驗室創造出來。隨後被貓頭鷹法庭塑造為布魯斯的冒充者，在布魯斯抓去受訓時頂替布魯斯好不引起注意，但因瑟琳娜的干預使他的身份最終暴露，無計可施之下只能逃亡不見蹤影。此後便再無消息，假定他已因身體疾病而亡。

- 阿福·潘尼沃斯（Alfred Pennyworth；西恩·帕特維飾，第1-5季主演，台灣配音：周學禮）

韋恩家族忠心耿耿的管家，布魯斯失去父母後的現任監護人兼心靈導師，同時是一位身手矯健、深藏不露的退伍軍人，曾經在英國特種空勤團服過兵役。曾對死去的韋恩夫婦發誓過會照顧好布魯斯，對待布魯斯如同親生兒子，因此一直強烈反對他與惡勢力抗爭，但每一次最後都是乖乖服從他的命令。在布魯斯打破界限殺死一次忍者大師後，雖然想盡辦法讓布魯斯找回方向，但各個方法不但沒奏效，反而被布魯斯趕出莊園，獨自在外生活在奈何島，當布魯斯終於醒悟並公開對他道歉，展示出真正的改變後，決定回到莊園繼續協助布魯斯。從此理解布魯斯對打擊犯罪的不離不棄，開始支持他做的每一次行動。在布魯斯的請託下，與瑟琳娜一同協助萊絲莉與芭芭拉，與班恩格鬥下身體遭到重創。隨著戰爭結束，他養傷過程中決定幫忙重建毀滅的韋恩莊園和韋恩企業，十年後作為布魯斯的代理人與管家活動。
- 奧斯華·科波特（英语：Oswald Cobblepot (Gotham)）／企鵝人（Oswald Cobblepot / Penguin；羅賓·羅德·泰勒飾[4]，第1-5季主演，台灣配音：王辰驊）

一名走路瘸腿、能说会道的黑幫老大，起初是費雪·穆妮的撐傘小弟，後來變成游走黑白兩道之間的告密者。貪生怕死卻足智多謀，無論被擊倒多少次，最後都會如願以償地達到目的。有偏為嚴重的戀母情結，年邁母親也一度成為他的最大弱點，曾被西奧·蓋勒文盯上而導致母親被塔比莎殺害，在尼格瑪的幫助下從頹喪中振作，和高登聯手殺死蓋勒文，之後便獨自背罪被關進阿卡漢。遭受雨果的精神治療後一度根除暴力傾向而從阿卡姆被釋放，被釋放後在母親的墓前首遇親生父親伊萊亞，但父親不久後卻被養母害死，導致暴力傾向再度回歸，殘殺覬覦財產的養母與養兄妹，回到城市重掌大權，期間再次殺死被雨果復甦的蓋勒文。領軍殲滅雨果放跑的實驗逃犯後，受大量市民支持而當選市長，為了獨佔心儀的尼格瑪而不惜害死他的現任女友，卻導致他們之間的友情決裂。不但被尼格瑪推翻至身敗名裂，還被他槍擊墜入海中，僥倖被艾薇打撈上來後存活，並成功對尼格瑪復仇。在貓頭鷹法庭的餘波中趁亂掌控城市秩序，開辦冰山俱樂部而重新掌控惡勢力，並開始使犯罪“合法化”。但隨著蘇菲亞和高登聯手，他的勢力再度崩塌，關回阿卡漢時，因謎語人探監時留下的訊息而看到希望，與謎語人合作引誘尼格瑪前來阿卡姆，修復其人格，並合作脫逃，與萊絲莉合作使蘇菲亞帝國瓦解。高譚市成為無人地帶後，他著手重建自己的帝國，在一場爭奪中殺死塔比莎，報殺母之仇。此後他數次與高登和芭芭拉發生衝突，直到庇護家園被炸毀時短暫合作。原本主動提議與謎語人合作，打算造潛艇離開高譚，直到臨走之際才意識到自己離不開這座城市，選擇回去協助高登的警隊，在交火中為掩護謎語人右眼重傷，從此必須配戴單片眼鏡。無人地帶時期結束的半年後，他被高登逮捕送入黑門監獄長達十年，出獄後開始聯合尼格瑪伺機而動、意圖再次征服一切。
- 芭芭拉·艾琳·基恩（Barbara Eileen Kean；艾琳·理查茲（英语：Erin Richards）飾，第1-5季主演，台灣配音：陳貞妤）

經營畫廊的社交名媛，高登的前未婚妻。美麗動人、出身富裕、內心黑暗的雙性戀者，因高登而受牽連而經歷多次生死交關，使她的精神開始惡化。得知高登移情別戀後難以接受，受連環殺手「食人魔」蠱惑後親手殺死自己的父母，更無法容忍萊絲莉搶走高登而企圖行刺她，失敗後被高登送進阿卡漢診斷精神。之後被蓋勒文兄妹劫獄救出，開始為他們倆賣命，並開始想盡辦法打算將高登搶回來，於一場與高登的糾紛中摔出窗外，陷入重度昏迷。於阿卡漢恢復清醒後，被雨果釋放出獄，試圖和高登重歸於好卻不被他接受，後回到塔比莎身邊，和塔比莎開辦一間名為「海妖」（Sirens）的俱樂部，成為城市犯罪網的一份子。一度被利益和權勢衝昏頭腦，變得自私蠻橫、殘暴無常，在綁架泰奇市圖敲詐城市失敗後，識破布奇和塔比莎準備殺死自己的計謀，而搶先殺死布奇，被塔比莎報復，電擊致死。她的屍體被忍者大師找到並扔進拉薩路池中重獲新生，變成忍者大師的弟子，以冷酷樸實的新形象重新現身，找回瑟琳娜與塔比莎一起從事武器販賣事業。事業遭企鵝人摧毀後和蘇菲亞結盟將他扳倒，隨後搶回俱樂部的經營權。不久後被忍者大師死前傳輸的某種力量誘惑，得到忠誠於她的聯盟成員輔助後堅持要繼承領導使命，但忍者大師不久後被忠誠派系復活，她為了拯救塔比莎而放棄能力。高譚市變成禁區後，建立起她的領域並控制住城市食物，在塔比莎被企鵝人殺害後，起初極欲復仇的她目睹庇護家園被炸毀的慘狀，使她為了守護高譚而放棄仇恨，與高登結盟的同時也一度舊情復燃，隨後懷上她和高登的孩子。懷孕的她請萊絲莉作為她的主治醫生，但高登依舊對她不太信任；為了腹中胎兒，她加入企鵝人和謎語人建造潛艇離開高譚的計畫。產期已到卻遭到班恩追殺的她，在萊絲莉協助下逃脫並成功誕下一女，但她很快同樣被妮莎找上，直到被高登救出．她的女兒以她自己、高登和萊絲莉的名字命名。十年後，她成為房地產公司老闆，並與高登、萊絲莉一同扶養女兒。
- 愛德華·尼格瑪／謎語人（Edward Nygma / Riddler；柯利·麥克·史密斯飾[5]，第1-5季主演，台灣配音：李世揚）

患有人格分裂的智慧型罪犯，曾是警局的鑑識組長，頭腦卓越、熱愛謎語而人緣不好，唯獨暗戀警局的證物室總監克莉絲汀·克琳格。為了保護她而殺害過他的暴力男友，雖然之後和她成功交往，但因坦誠殺害她男友的罪過，在她激烈的反應下而不慎將她掐死。他因此與自己的黑暗人格相融合，埋葬女友時遇上曾有一面之緣的企鵝人，決定救助重傷的奧斯華並使他振作，兩人從此成為朋友。為了掩蓋克莉絲汀的死而不惜陷害高登，但最後還是被高登揪出而關入阿卡漢，直到被競選市長的奧斯華協助釋放，幫助他奪下市長職位。但由於剛交到的第二任女友伊莎貝拉被奧斯華害死，於是和芭芭拉結盟推翻他，從此以「謎語人」身份在城市中活動。雖然向幻覺中的奧斯華坦承自己對他的想念，但得知奧斯華活下來後還是決定殺他，卻反被對他知根知底的奧斯華算計，被奧斯華凍成“冰山”，成為冰山俱樂部的門面。冷凍數個月後被他的一位瘋狂粉絲救出，但「謎語人」人格卻消失無蹤，本想再次將他冷凍的奧斯華決定放過他。無處可去又一無是處之下巧遇重獲新生、變成「所羅門·格蘭迪」的布奇，和他來到奈何島的格鬥場賺外快。隨著格蘭迪因打鬥而漸漸成名，而他也靠著模仿企鵝人鼓動奈何島居民的情緒，在此期間喜歡上萊絲莉，並為此努力抵抗謎語人搶佔身體，在奧斯華的幫助下，謎語人重新歸來，但卻被愛德華影響，即使知道自己只是被利用，仍兌現萊絲莉的一切要求，期望萊絲莉能真正愛上自己，最後徹底看清萊絲莉仍然心儀高登後，和她對敵且淪落到兩敗俱傷。奧斯華將兩人交給雨果救治，但雨果卻趁機在他們腦部植入能遠程操縱的晶片，他因此在無意識的情況下，造成兩起重大襲擊，並攪亂哥譚的局勢。之後受福克斯的協助，成功卸除晶片，與高登等人合作揭穿真正的主謀。在奧斯華的邀約下，本建造好潛艇離開高譚，但最後仍然選擇回去與奧斯華並肩作戰。接下來的十年來仍然在阿卡漢度過，劫獄脫逃後被當作傑瑞麥作亂的棋子，與出獄的奧斯華成為“亦敵亦友、心照不宣”的犯罪拍檔。
- 瑟琳娜·凱爾（Selina Kyle；卡麥蓉·畢坎多瓦飾[註 2]，第1-5季主演，台灣配音：陳貞妤）

一名孤兒出身、游走城市街頭的小偷，外號「小貓」，年紀輕輕卻有靈巧的身手。她曾經親眼目睹過韋恩夫婦的街頭謀殺，從此開始對布魯斯產生興趣，之後成為他的重要夥伴兼戀人，與布魯斯的關係有時默契十足，也有時候背道而馳。自從跟在穆妮身邊之後開始學會往上爬，有時會跟黑道打交道。後來母親的回歸使她不知所措，原本受布魯斯幫助而和母親和好，之後卻發現她只是假模假樣地回來騙錢、加上布魯斯知情卻選擇對她隱瞞這件事，兩人因而決裂。她找上塔比莎，向她學習皮鞭技術等武藝技巧。跟隨重獲新生的艾薇期間，不慎惹出人命，對此愧疚之下向布魯斯登門道歉，希望能在他的幫助下贖罪，也和他重歸於好。幫助布魯斯救出遭挾持的阿福後，被傑瑞麥開一槍打穿脊椎骨，經過緊急治療雖然保住一命，但面臨終生半身癱瘓而絕望的她一度想要自盡，受到布魯斯協助，靠艾薇提供的植物種子痊愈，雖然雙腿恢復、但也使她內心黑暗釋放，不顧勸阻去「殺死」傑瑞麥後變得自暴自棄，雖然在城市犯罪網中變得名聲響亮，但同時遭到各路想成名的罪犯追殺，因此開始後悔自己的選擇。原先想與奧斯華藉由傑瑞麥挖的隧道離開高譚，但在阿福告知傑瑞麥依舊活著之下前往救助，解救出布魯斯，但有點不滿布魯斯於危機結束後不告而別。十年後成為高譚有名的珠寶大盜，以高超身手進行竊盜，一度幫忙避免韋恩塔樓被炸彈摧毀。最終在屋頂上和成為蝙蝠俠的布魯斯重逢，兩人獨處過後雖然再次分道揚鑣，但也互相諒解彼此。
- 瑪莉亞·梅賽德斯·「費雪」·穆妮（英语：Fish Mooney）（；潔達·蘋姬·史密斯飾[6]，第1季主演，第2-3季常設，台灣配音：鄭仁麗）

一位趾高氣昂、兇狠殘暴的黑幫大姐頭，隸屬法爾康尼黑幫家族，經營一家地下俱樂部。迷人又殘暴的魅力吸引過不少忠誠支持者，會想盡辦法剷除任何羞辱、阻擋自己的人。多年來想方設法打算奪取法爾康尼的位置，但一直被奧斯華暗中阻撓，一連串的推翻法爾科內的招數在奧斯華的挑撥離間下被破壞，被奧斯華親手推落河中而身亡。屍體被打撈上來後送至印第安山，被雨果靠非法實驗重新復活且保留曾經的記憶，並在警察破獲實驗室時逃出去，並吸納所有實驗逃犯成為一支怪物軍團。經過一段時間後趁城市爆發病毒危機時迴歸，本想靠雨果的解藥和奧斯華一起征服城市，但最後被感染病毒而失控的高登一刀刺穿腹部而死，將遺願交付給奧斯華後徹底結束生命。
- 布奇·吉爾茲／賽洛斯·哥德／所羅門·格蘭迪（Butch Gilzean / Cyrus Gold / Solomon Grundy；德鲁·鮑威爾（英语：Drew Powell）飾，第1-4季主演，台灣配音：周學禮）

一位身材壯碩的犯罪執行者，穆妮身旁忠心耿耿的手下，對她的忠誠也遠遠超過任何人。一次為了協助她逃亡而犧牲自己被抓獲，被薩斯抓去折磨、洗腦後變成聽命於奧斯華的左右手，但之後受蓋勒文兄妹“修復”而重新找回自我、從此脫離他的魔掌，成立自己的幫派並和塔比莎成為情侶，當她被復活的蓋勒文重傷後，決定和奧斯華重新聯手，而後繼續做他的手下。嫉妒企鵝人對尼格瑪的賞識，於是自導自演多場針對奧斯華的襲擊，想在最後關頭成為英雄，重獲奧斯華重用，反而弄巧成拙，被尼格瑪識破而被警察抓獲，被塔比莎救走後和她繼續保持戀情，並加入芭芭拉的陣營。因為受不了芭芭拉的殘酷和自私，與塔比莎準備殺她，卻慘遭芭芭拉識破並槍擊頭部，成為植物人，送到醫院才證實他的本名為「賽洛斯·哥德」。昏迷整整半年後被醫院悄悄丟棄在一片混有印地安山化學廢料的沼澤裡，間接使他重獲新生、連斷肢都重新生長回來。由於心智退化、又失去記憶，他靠童謠《所羅門·格蘭迪》命名自己，巧遇尼格瑪後開始跟隨並服從他，塔比莎為了恢復他的原始記憶，多次重擊他的頭部，他也因此記起過往的一切。為了找雨果恢復他原來的樣子，不惜再次和企鵝人合作，最後治療成功而恢復原樣，但卻立即被企鵝人槍殺身亡，作為報復塔比莎當初殺死企鵝人母親之仇。
- 卡麥·法爾康尼（Carmine Falcone；約翰·多曼（英语：John Doman）飾，第1季主演，第2季客串，第3-4季常設，台灣配音：林谷珍）

法爾康尼黑幫家族領袖，統治高譚黑幫將近三十年，無論是勢力、財力、以及權力都高過所有人。雖然讓城市上上下下的人畏懼三分，但做事重情重義，有自己的原則，與高登的父親有著互相尊重的老交情。在城市黑幫內戰後，選擇離開城市安享晚年；高登被陷害入獄後，受到哈維的懇求，協助他越獄洗清罪名。之後兒子馬利歐即將嫁給萊絲莉，但馬利歐被感染血液病毒而逐漸失去理智，最後高登為了保護萊絲莉，在兩人新婚當日將馬利歐槍殺，法爾康尼因而派出薩斯刺殺高登，但跟高登的恩怨後又牽扯貓頭鷹法庭以及戈登父親遇害等等事情，兩人的敵對關係在愧疚之下逐步化解。身體患有絕症而時日不長，選擇回到南部養老，但當他得知女兒蘇菲亞企圖獨霸高譚而釀成種種災難後，親自回到高譚決定帶女兒回家。這個舉動導致蘇菲亞無法接受，秘密透過買兇而讓他死於一場暗殺，並嫁禍給企鵝人，成為蘇菲亞推翻企鵝人的導火線。
- 莎拉·埃森（英语：Sarah Essen Gordon）（；查布萊娜·格瓦拉（英语：Zabryna Guevara）飾[7]，第1-2季主演，台灣配音：鄭仁麗）

警察局警監兼兇殺組組長，高登與布洛克的上司，富有正義感和責任感，對手下人相當照顧。她因為有家室而被迫服從惡勢力的規矩，但不久後逐漸受高登影響而開始走向正義，作為高登的盟友之一。在洛布辭職局長職務後馬上接任，但剛上任不久後就死於由蓋勒文主導的警察局大屠殺，被傑洛姆·瓦勒斯卡重傷而英勇殉職，死前將遺願交託給高登。
- 蕾妮·蒙托亞（英语：Renee Montoya）（；維多莉亞·卡塔格納（英语：Victoria Cartagena）飾，第1季主演，台灣配音：葉于嘉）

重案組警官，城市中少數的正義警察，芭芭拉的“前女友”。一開始由於嫉妒高登與芭芭拉的關係，認為高登槍殺過奧斯華而拼命找證據，直到最後才瞭解真相，才正式將高登視為盟友。
- 克里斯彭·艾倫（英语：Crispus Allen）（；安德魯·史都華-瓊斯（英语：Andrew Stewart-Jones）飾，第1季主演）

重案組警官，蕾妮的搭檔，辦案一向順從蕾妮，與蕾妮一樣是正義的警察。
- 萊絲莉·「小莉」·湯普金斯（英语：Leslie Thompkins）（；莫蓮娜·芭卡琳飾[8]，第1季常設，第2-5季主演，台灣配音：葉于嘉）

美麗動人、醫術高超的醫師，在阿卡漢工作時與調職當警衛的高登認識並相愛，隨後調任到警察局擔任法醫。之後懷上高登的孩子，但在高登被陷害入獄期間流產、搬去南部，得以跟同是醫生的法爾康尼之子馬利歐相愛訂婚，變成高登維護正義所留下的最大遺憾。後來受泰奇病毒感染的馬利歐失去理智，高登為保護她而槍殺新婚的馬利歐，悲痛的她對高登懷有恨意。迷失方向的她受泰奇誤導，對自己注射病毒尋找出路，使她恢復並增強對高登的愛意。設局讓高登感染病毒後誘惑他與自己一走了之，但最終被醒悟的高登注射解藥而恢復正常，經過此事理解到高登的苦衷，原計劃永遠離開高譚，但因對自己間接釋放病毒感染上千市民的行為內疚，於是回到受災最嚴重的奈何島救治病患。身兼地下格鬥場的醫官以外，還開了一間小診所免費為窮人看診。當格鬥場主人雀莉因跟企鵝人的勾結而被芭芭拉擊斃後，她接任成為奈何島的掌管者，一度被蘇菲亞當作對付高登的籌碼，勢力也被奪取，但她親自復仇殺死蘇菲亞，並奪回奈何島，成為奈何島女王。一度利用謎語人幫自己搶銀行並分錢給奈何島的窮人，原打算搶先殺死謎語人，免遭對方毒手，卻淪落到兩敗俱傷，被企鵝人交給雨果，並被雨果植入遠端遙控的晶片，在愛德華多與高登對立時被前者當作人質，之後被高登帶回警察局移除腦部晶片。恢復自由後繼續幫忙治療難民，勉為其難地擔任芭芭拉的婦科醫生，在高登中槍負傷期間受阿福開導而諒解高登的過錯，於高登清醒後答應他的求婚而終成連理。不久後協助芭芭拉產下女兒，得到准許成為她女兒的教母，因此跟芭芭拉化解過去所有恩怨。在接下來的十年裡跟高登同居，共同扶養她的繼女。
- 哈維·丹特（Harvey Dent；尼古拉斯·達格斯托飾[9]，第1季常設，第2季主演，台灣配音：林谷珍）

高譚市地方檢察官，英俊瀟灑、充满自信和正義感，凡事喜歡用拋硬幣來決定結果；實際上，他頂多是靠一枚兩面相同的硬幣來創造運氣。是高登、蕾妮與克里斯彭的盟友，協助他們辦理過韋恩夫婦謀殺案。
- 盧修斯·福克斯（Lucius Fox；克里斯·查克（英语：Chris Chalk）飾[10][11]，第1季客串，第2-5季主演，台灣配音：陳幼文）

韋恩企業的一名初級主管，擁有卓越頭腦的技術天才，隸屬應用科學部。韋恩夫婦最為信賴的好友，之後成為布魯斯偵破韋恩企業黑幕的重要盟友，協助他調查雨果的案子。案件結束後辭職離開韋恩企業，到警察局接任鑑識工作，智商超群的他成為除高登以外唯一能跟尼格瑪玩頭腦戰的人。在高譚市成為無人地帶時，同樣選擇與高登、布洛克等警察留在城市奮戰，主要負責提供電力和工程工作。
- 西奧多·「西奧」·蓋勒文／死亡天使（Theodore "Theo" Galavan / Azrael；詹姆斯·佛林飾[12]，第2季主演）

一名笑裡藏刀的億萬富翁，著名慈善家與工商主席，在高譚市中樹立英雄形象。背地裡是一個席捲權勢、自私貪婪的獨裁者，基於一個百年歷史的家族世仇，打算通過製造混亂的方式讓自己功名利祿、為家族重振旗鼓。犯案時不會留下任何證據，即使種種罪行被高登發現並被逮捕，但判刑的一刻仍然扭轉局勢而脫罪。企圖為家族復仇的最後一刻還是被抓獲，最後被奧斯華和高登聯手帶往碼頭，私刑槍殺身亡。遺體隨後被雨果·史特蘭奇在非法實驗下復活，成為死亡復甦項目的首個成功作品。心智被雨果塑造成一個名為「死亡天使」中世紀武士，一開始本來奉命去刺殺高登，失敗後卻被塔比莎喚起要殺布魯斯的記憶。到韋恩宅邸試圖殺死布魯斯，在阿福的攔阻和戈登的救援下未果，最後被奧斯華與布奇用火箭炮炸成碎片，徹底終結罪惡一生。
- 塔比莎·蓋勒文／虎女（英语：Tigress (DC Comics)）（；潔西卡·盧卡斯飾[12][13]，第2-5季主演）

蓋勒文的妹妹，擔任他的犯罪執行者，身材火辣、內心殘暴的雙性戀者，善用皮鞭和狙擊槍。內心相當乖僻，魯莽衝動、睚眥必報，一向幫哥哥處理所有髒活。幾乎從小到大都為哥哥做牛做馬、剷除異己，直到最後才發現他太過貪婪而選擇背叛他，逃跑後和布奇相處一段時間並愛上彼此。後來蓋勒文被雨果的實驗復活，試圖制止他並喚回其記憶卻被刺傷，痊癒出院後和曾經談過感情的芭芭拉開辦海妖俱樂部，繼續和她保持戀情。但後來也發現芭芭拉因深陷權力而變得越來越貪婪，得知她槍殺布奇後徹底和她決裂，以電擊形式殺死她、報完仇後收留瑟琳娜作為學徒。於企鵝治世時期，偶然接受被忍者大師靠再生池復活的芭芭拉邀請，加入她的武器販賣生意，與她的舊仇也逐步化解。然而布奇最終被企鵝人當場殺害，作為她原先殺死企鵝人之母的報復，從此陷入復仇怒火中。最後在物資爭奪中與企鵝人對峙，剛要報仇卻不巧遇到槍支故障，手無寸鐵之下被企鵝人用刀刺穿胸口而斃命。
- 奈森尼爾·巴恩斯／劊子手（Capt. Nathaniel Barnes / The Executioner；麥克·切克里斯飾[14]，第2-3季主演）

警察局繼艾森後新上任的警监，剛從海軍陸戰隊退伍。過於相信法律與秩序，仇視惡勢力比高登更甚，是一個打擊犯罪不顧一切的狂人。為人固執、不知變通，凡事都會按照證據來說話，導致很多時候會敵我不分，與高登的關係也因此時好時壞。在偵辦傑維斯·泰奇的案子時，因愛麗絲·泰奇的病毒血液滴入眼內而受感染，受病毒的影響而逐漸開始喪心病狂。自封「劊子手」的他對所有逍遙法外的罪犯實施私刑，直到行徑被高登發現後而被制伏、關進阿卡漢等待治療。不久後被法庭劫獄逃出，血中的病毒被抽出一部分作為法庭審判城市的終極武器，並被凱薩琳塑造成活人武器去刺殺高登，被高登開槍打斷左臂後被抓獲，但後來還是從移監過程中脫逃而消失無蹤，至今還未落網。
- 艾薇·派普／毒藤女（Ivy Pepper / Poison Ivy；克萊兒·福利（英语：Clare Foley）→瑪姬·吉哈（英语：Maggie Geha）[15][16]→佩頓·莉斯特（英语：Peyton List (actress, born 1986)）飾[17]，第1-2、4-5季常設，第3季主演）

一位熱愛植物的女孩，生父馬利歐·派普被陷害為殺害韋恩夫婦的兇手而被擊斃，不久後連母親都割腕自殺，只好和好友瑟琳娜流落街頭。做事迷糊但為人忠誠，曾替黑幫種一些迷幻植物。一次誤闖瑟琳娜和穆妮的藏身處後，和一位雨果的怪物進行接觸而導致年齡猛增，身體從小女孩成長為成年女性，掉進下水道被沖到岸上後，以全新形象重返城市。之後偶然救了負傷的奧斯華一命，成為他的拍檔，但後來無法忍受始終被別人忽視及看不起，於一家藥店喝下店家收藏的某種神聖藥水後，身體產生變異而再度改變面貌，全身上下蔓延著植物毒素。但內心也變得殘暴，不在乎任何人的死活，只在乎植物，能透過抓傷來讓其他人感染毒素、再以身體內部長出植物的方式致死。在城市變成禁區後躲在植物叢生的公園，被周圍民眾視為「女巫」，良心未泯的她為布魯斯提供治療瑟琳娜的植物種子。但不久後為了破壞高譚市收復計劃，靠植物香氣催眠薩斯，導致高登被槍擊險些喪命，同時催眠布魯斯和福克斯，想將剛回收的毒素重新排回河中，但隨著眾人均被喚醒，她被萊絲莉槍擊後狼狽逃離。
- 傑維斯·泰奇／瘋帽客（Jervis Tetch / The Mad Hatter；班奈狄克·塞繆爾（英语：Benedict Samuel）飾[18][19]，第3季主演，第4-5季常設）

一名瘋狂透頂的催眠師，總是帶著一頂大禮帽，來到高譚市尋找自己失散多年的妹妹愛麗絲，雇傭高登尋找妹妹卻不慎被他發現自己的真面目。企圖用催眠來讓高登自殺卻被愛麗絲制止，最後目睹她不幸喪生後陷入悲憤，開始想盡辦法來對高登施加痛苦，之後因為作惡多端而被警察抓獲後送進阿卡漢。入獄逍遙一陣子後由於其血液是唯一能製作化解泰奇病毒的解藥元素，因此成為黑白兩道夾殺的關鍵人物，最後血被高登抽出拿回去做解藥後就被押送回阿卡漢。囚禁過程中與傑洛姆和稻草人兩大犯人結盟，最終逃出並於城市裡繼續作亂。高譚成為無人地帶後，他與傑瑞麥和艾可結盟，在艾斯化工廠靠催眠工人來製造大量毒氣。
- 忍者大師（Ra's al Ghul；亞歴山大·希迪格飾[20][21]，第3季客串，第4季主演）

一名存活數千年的精英武術家，又名「惡魔之首」，無所不知、充滿神秘感和使命感，為掌控貓頭鷹法庭和由黑衣忍者組成的「影武者聯盟」的幕後首領。多年下來看不慣高譚市的罪惡猖獗，決定靠淨化方式來讓城市絕跡重生，並瞄準布魯斯成為他一直以來尋找的「繼承者」。他通過手段強制布魯斯打破永不殺生之戒律，讓布魯斯用匕首殺死自己以脫離詛咒軀殼。不久後，當他的地位將會被芭芭拉接管時，他的忠誠者選擇再一次將他死而復生來奪回領導地位，而他這次被高譚市即將迎來的重大災難之預兆影響，決定將其作為機遇，為了應驗預兆而找上傑瑞麥一起合作，造就高譚市變成無人地帶，以使布魯斯成長為他理想的繼承者。最後被芭芭拉借布魯斯之手再次以匕首刺中胸膛，將選擇權留給布魯斯後化為灰燼。
- 蘇菲亞·法爾康尼（英语：Sofia Falcone）（；克莉絲朵·瑞德（英语：Crystal Reed）飾[22][21]，第4季主演）

法爾康尼的女兒，是一位堅強、聰慧、善於精算的女孩，從小被父親送至南部長大，在那裡經營家族生意長達十年，如今回到高譚來協助高登推翻奧斯華，雖然和高登發展為秘密戀人關係，但她其實因哥哥馬利歐的死而一直憎恨著高登。她善用心理戰術，長期透過偽善來掌控奧斯華，使他的黑幫帝國慢慢瓦解，但父親的歸來使她的計畫泡湯。為了達到目的不惜買兇殺害父親，將罪名推到奧斯華身上，而且綁走他十分在乎的小男孩馬丁，逼迫奧斯華不得不妥協而在阿卡漢留獄，如願以償得到城市黑幫寶座。掌權不久後受到知曉真相的高登一再干預，開始想盡辦法對他施壓，加上馬丁被奧斯華和尼格瑪聯手拯救、使她失去籌碼，在與高登展開惡戰時遭萊絲莉開槍打中頭部而進入腦死亡狀態。

## 常設人物

### 第一季
- 安布利·詹姆斯（英语：List of mayors of Gotham City#Mayors in the comic books）（；理查德·凱德飾，台灣配音：李世揚）

高譚市的市長，在高譚執政十年，為一個貪生怕死、裝腔作勢的偽君子，與所有腐敗政商名流和黑道勢力暗地合作，一旦有更好的利益或是受到威脅會立刻見風轉舵。被捲入蓋勒文兄妹的陰謀中而遭到囚禁，被警方救出後原本成為指認蓋勒文的唯一證人，卻在作證時因為受到威脅而更改證詞，導致蓋勒文被無罪釋放。事情之後決定重新建立地位，企圖再次霸佔市長職位而和奧斯華競爭，雖然最後在選舉中落敗，但在奧斯華因身敗名裂而下台後還是重新複職。和貓頭鷹法庭有一些勾結，在尼格瑪企圖抓出並暴露法庭時被劫為人質，但在高登的協助之下得救。於病毒危機結束的三個月期間，他的職位被伯克市長接任。當無人地帶時期結束的十年後，他再次回歸擔任市長一職。
- 葛菈楚德·科波特（Gertrud Kapelput；卡蘿·肯恩飾）

奧斯華的年邁母親，講話重口音，有很大的佔有欲，因此和兒子有著“不健康”的母子關係，始終堅信自己的兒子能成為一個大人物。對兒子在外的非法行為及殺人之事統統一無所知，直到馬洛尼的暗中阻撓才知道實情。之後被蓋勒文兄妹抓走作為威脅奧斯華的人質，剛被兒子救出卻被塔比莎一刀刺死。
- 薩爾瓦多·「薩爾」·馬洛尼（英语：Sal Maroni）（；大衛·查亞斯（英语：David Zayas）飾，台灣配音：林谷珍）

意大利黑幫大老闆，經營走私毒品、槍械的生意、包括一家意大利餐廳，是高譚市中唯一一名有實力與法爾康尼抗衡的人。實力雖強，為人卻惡劣、野心勃勃，輕信奧斯華的謊言而將他視為搖錢樹，後來在穆妮的暗中透漏才發現他身為法爾康尼間諜的真面目，與法爾康尼共同協商下才答應饒過他。在發動黑幫戰爭時獲得所有人的支持，但在協商時因為出言不遜而被穆妮當眾槍殺身亡；死後名下所有的生意和財產全部被奧斯華掌控。
- 法蘭基·卡彭（Frankie Carbone；丹尼·馬斯卓吉歐（英语：Danny Mastrogiorgio）飾）

馬洛尼最不可缺少的左右手，也是他二十多年的老朋友，負責帶領家族的軍隊。但為人由於過於吝嗇霸道，經常私吞手下人的工資，以至於最後一場任務中被同夥出賣，而被奧斯華一刀刺死。
- 蓋博瑞（Gabriel；亞歷克斯·科羅拉多飾）

黑幫份子，奧斯華的私人保鏢，一開始服侍馬洛尼的家族，後來在奧斯華的篡弄和收買下，選擇倒戈到他的手底下做事。表面上對奧斯華十分尊敬，實際上只是懼怕他而選擇服從他的一切命令。在奧斯華被槍擊卻得以倖存時，本想再一次欺騙他以示忠誠，但最終被艾薇具有催眠能力的植物香水控制而說出對企奧斯華的真實看法，導致奧斯華在憤怒下將他殺害，屍體最後變成艾薇的植物肥料。
- 維克多·薩斯（Victor Zsasz；安東尼·卡瑞根（英语：Anthony Carrigan (actor)）飾，台灣配音：李世揚）

一位殺人如麻的職業殺手，天性乖戾殘暴卻略帶幽默，執行殺戮時對任何人都不會產生一絲同情，每殺一人都會在身上刻下一刀作為記號。為法爾康尼家族效力多年，但後來大部分時間會到奧斯華的身邊做事，一直到退休的法爾康尼被暗殺身亡後，輕信這是奧斯華所為而背叛他。轉為法爾康尼之女蘇菲亞賣命，在她下台之後轉變成自由職業者。
- 莉莎（；麥肯錫·雷飾，台灣配音：陳貞妤）

酒店小姐，因長相美麗而被穆妮挖來，作為接近法爾康尼、打探軍情的武器，也用自己的美貌把法爾康尼深深迷住，最後在臥底實情敗露下被法爾康尼忍痛掐死。
- 卡洛斯·阿瓦雷茲（Det. Carlos Alvarez；J·W·科特斯（英语：J.W. Cortes）飾）

警察局的警探，高登的同事兼盟友，雖然因為在外有妻子而對惡勢力敢怒不敢言，但在危急時刻還是會挺身而出。於泰奇病毒危機中成為病毒感染者之一，失控期間對警察局同仁展開槍擊，最後被福克斯和阿福制伏並以解藥痊癒。在高譚市成為無人地帶後選擇留在警局奮戰。
- 克莉絲汀·克琳格（Kristen Kringle；雀西·史派克飾）

警察局文檔證物室的女總監，是尼格瑪的同事兼暗戀對象，有時受不了他的糾纏與謎語滿口飛。連續換過好幾個男朋友後，在瘋子幫掀起警察局屠殺時被尼格瑪相救一命，至此和尼格瑪走到一起。但後來發現尼格瑪殺死過自己的暴力前男友後產生恐慌，因試圖逃跑而被尼格瑪意外掐死。
- 吉利恩·B·洛布（英语：Gillian B. Loeb）（；彼得·蘇科賴瑞（英语：Peter Scolari）飾，台灣配音：李世揚）

高譚市警察局的腐敗局長，是一名貪生怕死、又喜歡趁火打劫的貪官，專門喜歡捏住手下人的把柄，藉以命令身邊所有人為他做牛做馬。但他所隱瞞家醜被高登發現下只能與他乖乖配合，後來還是想盡辦法找高登的麻煩。最後在被奧斯華與薩斯的暴力脅迫下，為求自保而自行辭去局長職務，將局長位置讓給艾森接替。
- 強納森·克萊恩／稻草人（Jonathan Crane / Scarecrow；查理·特翰→大衛·W·湯普森（英语：David W. Thompson）飾[23]，台灣配音：王辰驊）

傑拉德·克萊恩的親生兒子，從小就被父親過度約束，為了配合父親而不得不與他的犯罪事跡妥協。父親因拒捕而被高登槍殺之前，被父親注入最大劑量的恐懼藥物後，感官上得到深層的稻草人幻覺，最後即使送醫治療也還是沒辦法清除恐懼症。之後就一直被隔離在高譚瘋人院，於幾年後被企圖扳倒奧斯華的搶匪團帶走，幫他們製作會使人接觸心理恐懼的致幻劑，後來他因無法逃脫更為真實的恐懼，便自行當上散播恐懼、四處作亂的稻草人。跟高登於瘋人院的戰鬥中落敗，獨自逃亡到阿卡漢精神病院且混在病人裡面，並和傑洛姆和泰奇結盟，協助傑洛姆開發出至人催笑的氣體毒藥。高譚市成為無人地帶後，率領自己的幫派四處掠奪資源。
- 傑洛姆和傑瑞麥·瓦勒斯卡（Jerome and Jeremiah Valeska；卡梅隆·莫納漢飾，台灣配音：李世揚）

傑洛姆：一位追求虛無與無政府主義的瘋狂少年，在馬戲團中屠殺自己的暴力母親，被關入阿卡漢後在蓋勒文兄妹的劫獄下救出，並奉命在城市中製造混亂，包括警察局大屠殺。最後在醫院魔術表演的人質挾持中被打算領功勞的蓋勒文刺死，死後事跡傳播至大街小巷，成為城市無政府份子的典範。屍體被送至印第安山實驗室，但隨著實驗室的查封、還未復活的遺體也被移送至一座倉庫，最後還是在崇拜他的一個邪教團體以相似技術復活。重獲新生後繼續製造混亂，通過全市大停電來釋放所有罪犯上街狂歡，回去殺布魯斯完成上次死前的使命，但最終被布魯斯空手擊敗後被送回阿卡漢。在監禁途中開始拉幫結派，等到時機後開始實施脫獄加上奪下城市的陰謀，抓回身為他雙胞胎兄弟的傑瑞麥後，最終在準備實施計畫的時刻再次被高登扳倒。身中槍傷之下，即便高登最後一度選擇拯救他，他還是決定以死來傳承“精神”，最後放手墜下樓摔死，結束瘋狂的一生。
傑瑞麥：傑洛姆的雙胞胎兄弟，一位頭腦卓越、天賦異稟的建築設計師兼工程師，和生性暴力的傑洛姆遭母親與舅舅分離，懼怕傑洛姆的他想方設法躲藏，化名「桑德·王爾德」（Xander Wilde）遠居城外，為建築企業提供所需規劃。如今被傑洛姆找上門，一度協助警方緝拿傑洛姆乃至他墜樓身亡，但在不為人知的情況下，他吸入傑洛姆的特殊毒氣，釋出他比傑洛姆更加瘋狂的「本性」，容貌從此淪為白色。比起傑洛姆，他的方式更為陰險兇殘，騙取布魯斯出錢建造能改為炸彈的多數發電機，獲得傑洛姆生前的信眾支持後，企圖將高譚市夷平並以他的理想重建。雖然計劃並沒有照他的方式進行，但受忍者大師的協助，他成功摧毀所有通往外界的橋樑，使高譚市變成罪犯肆虐的禁區。此後，他成為任何人都忌憚三分的狠角色，在助手艾可協力下創建自己的邪教會，靠挖掘地底隧道開通出通往韋恩莊園的地道。一度靠演戲遭到瑟琳娜刺中數刀而看似身亡，靠手術縫合倖存的他挾持阿福、高登和萊絲莉，試圖讓布魯斯重溫父母被殺之夜。但計劃最終失敗，和布魯斯在艾斯化工廠對決過程中失手掉進化學池中，被腐蝕成面目全非的駭人模樣昏迷數個月。十年來在阿卡漢偽裝成腦死狀態，精神也越發失常，聽聞布魯斯回歸高譚，策劃一連串的計謀來對高登施加折磨，但隨著蝙蝠俠介入，他的暴行再次失敗。
- 兩兄弟角色設計參照蝙蝠俠的死敵小丑，人物描寫參考《致命玩笑》、《漫長的萬聖節》和《新52》等著名蝙蝠俠作品。

### 第二季
- 希薇·聖克勞（英语：Silver St. Cloud）（；娜塔莉·艾琳·林德飾[24]）

西奧·蓋勒文的外甥女，一位美麗動人、彬彬有禮的小女孩，成為布魯斯的新戀愛對象。儘管她是受叔叔蓋勒文的命令，有意透過演戲去接近布魯斯以掌控他，但她剛好也在年幼時失去過父母，於是對布魯斯產生同情與愛意。在布魯斯即將血祭前，她選擇拯救布魯斯而脫離蓋勒文的掌控，最後和塔比莎一起跳傘離開大樓。
- 布莉姬特·派克／螢火蟲（Bridgit Pike / Firefly；蜜雪兒·溫提米利亞（英语：Michelle Veintimilla）和卡蜜拉·佩瑞茲（英语：Camila Perez）飾[25][26]）

專門縱火為生的派克黑幫兄弟收養的妹妹，是瑟琳娜的兒時玩伴，從小就被自己的哥哥們暴力虐待、指手畫腳，甚至在他們的逼迫之下去縱火。直到後來再也無法忍受欺淩而將兩個哥哥活活燒死，手持噴火器決定為民除害，與警察對峙時卻不慎玩火自焚，全身上下嚴重燒傷後被對外宣稱死亡。實際上，她被送至印第安山實驗室，被雨果抓去做實驗後洗腦摘去記憶，改造成為活人武器「螢火蟲」。在一同關進實驗室的瑟琳娜協助下恢復少許記憶，逃脫實驗室後在煉鐵廠維生，直到被決定奪回權利的奧斯華和艾薇說服而加入他的行列，變成專門縱火的僱傭兵。城市變成禁區後，她劃分自己的領地且拉幫結派，所在的區域被火焰籠罩。
- 螢火蟲在漫畫中為男性，是一位名叫加菲爾德·林斯的縱火狂。布莉姬特·派克於2018年的《偵探漫畫》第988期被正式引入漫畫中，為第二代螢火蟲泰德·卡森的門徒，其別名為螢火蟲女士（Lady Firefly）。

- 克瑞爾神父（Father Creel；榮恩·瑞夫金（英语：Ron Rifkin）飾）

聖杜馬教團的牧師，其教團已存在數世紀，多年服侍著遭剝奪權勢、改名換姓的蓋勒文家族。如今他身為教團領袖服侍繼承者西奧和塔比莎·蓋勒文兄妹，領導自己的忠誠教徒在高譚市中進行復仇之計。最後在與信徒們打算對布魯斯進行血祭時，遭到高登帶隊攻堅，僅剩一人的他決定硬拼而被布洛克槍殺身亡。
- 雨果·史特蘭奇（Prof. Hugo Strange；黃榮亮飾[27][28]）

一名頭腦卓越、心術不正的年輕醫學教授，專攻犯罪心理學，癡迷於探究人體大腦，為阿卡漢精神病院翻新後上任的主管。他同時掌管名為「印第安山」的地下實驗室，掌握著一些違反醫學倫理的科學實驗，而其中包括復甦死者。由於牽扯進韋恩夫婦的謀殺案而受到高登調查，並在實驗品逃脫的時候被警察抓獲。之後一直被關押在秘密別墅繼續研究，但被穆妮劫走後負責幫她製造軍團。後來被法庭傳喚回去協助將泰奇病毒武器化，隨著法庭的殲滅而遭逮捕，但通過逆向工程製造出解藥，於是和警方合作治癒所有病毒感染者，也讓他獲得自由。之後他跟身為忍者大師女兒的妮莎建立起合作關係，一度被企鵝人傳喚回去幫忙“治愈”布奇、包括尼格瑪和萊絲莉，他奉命在兩者腦中植入能被妮莎遠程遙控人體的晶片，還幫助重傷的愛德華多改造成班恩。隨著妮莎和班恩雙雙落敗後，他一如既往地跟兩者撇清關係來逃離法律制裁。
- 艾瑟爾·皮博迪（Dr. Ethel Peabody；譚妮亞·平金斯（英语：Tonya Pinkins）飾）

阿卡漢病院的副主管，雨果的忠誠左右手，幫助他管理病人以及印第安山實驗室的瑣事。在印第安山遭警方調查時想辦法掩蓋，之後被剛復活的穆妮操縱住心智，服從她的命令造成其他死而復生的“怪獸人”逃出。實驗室查封被一起逮捕，因被雨果遺棄而決定當污點證人指證他。幾個月後因穆妮等實驗逃犯急需維持生命的藥物，被穆妮抓去問完事情後遭一位能增長年齡的逃犯馬文靠觸碰老化形式殺害。
- 維克多·佛萊斯／急凍人（Victor Fries / Mr. Freeze；奈森·達羅（英语：Nathan Darrow）飾[29][30]）

一位才華橫溢的低溫學家，專門研究人體冷凍技術的工程師，由於珍愛的妻子諾拉身患絕症，決定靠冷凍技術暫緩她的症狀。極力想尋找針對人體解凍的正確方案，一直在外綁架市民來做實驗。但最後妻子選擇自殺使他悲痛欲絕，本透過對他自己灌輸冷凍氣體來自盡，但卻意外地以「冷凍之軀」活下來；身體從此只能在極低溫環境下生存，在外只能身穿經過改造的冷凍戰甲來行動。實驗室被查封後一直隱居在寒冷地帶試圖逆轉他的身體狀態，之後選擇加入奧斯華的行列而回到高譚市，有時會做“僱傭兵”來為自己的實驗籌錢。城市變成禁區後，他劃分並且佔領自己的領地，時不時跟對頭的螢火蟲交戰。

### 第三季
- 瓦萊麗·維爾（Valerie Vale；鄭智麟飾[31]）

《高譚公報》女記者，個性執著、堅強、無所畏懼，總是不惜一切去搶頭條。這次追尋穆妮等實驗逃犯在城市作亂的頭條，因此開始接近當獨行俠的高登作為消息來源，經過多次合作，她成為高登的新女友。但隨後被他牽連進與泰奇的紛爭中，身中泰奇開的一槍作為對高登的懲罰，雖然送醫搶救及時，但她由此還是看出高登仍然心儀萊絲莉而和他分手斷絕聯繫。
- 角色改編自高譚著名記者維琪·維爾。

- 馬利歐·卡維（英语：Mario Falcone (DC Comics)）（；詹姆斯·卡彭埃洛（英语：James Carpinello）飾[32]）

卡麥·法爾康尼的長子，與父親的黑幫事業毫無瓜葛，萊絲莉的新未婚夫。身為外科醫師而和她相識，和她一起搬來高譚市，由此成為高登的情敵。剛開始待人和善，直到被泰奇秘密注射進病毒血液後，受病毒影響之下增強他的嫉妒心理，開始糾結於萊絲莉心中對高登的一絲情感，於是開始想辦法摧毀她和高登的感情。最後看出萊絲莉仍然對高登留有感情，失控之下企圖對她背後捅刀，卻先被高登兩槍射殺身亡。
- 貓頭鷹法庭（Court of Owls）：一個存在於高譚市陰暗角落數世紀的秘密結社，由城市最古老的富裕家族成員所組成，宗旨是盡他們所能去阻止罪惡在高譚中滋生，因此不惜靠殘忍犯罪手段來實現目的。
  - 凱薩琳·門羅（Kathryn Monroe；萊絲莉·亨德瑞斯（英语：Leslie Hendrix）飾）

貓頭鷹法庭的代表兼高層幹部，一名陰險狡詐、笑裡藏刀的女性，來自於城市最古老的家族之一，其家族成員幾個世紀以來都是法庭成員。她負責觀察城市各處的事件，並對躲在各個角落的組織成員下達指令，其中包括韋恩企業和印第安山實驗室。對於試圖暴露或是破壞組織的人一向毫不留情，最後發現加入組織的高登為奸細的實情後釋出巴恩斯去殺他，但卻自食其果而被巴恩斯在警局裏斬首身亡。
  - 法蘭克·高登（Frank Gordon；詹姆士·雷瑪飾[33]）

高登的叔叔，與侄子高登聚少離多，是貓頭鷹法庭的高層幹部。多年前奉命雇兇殺害高登的父親，此後一直活在陰影之下。如今得知法庭準備拉攏侄子高登後，便搶先找到高登打算說服他加入法庭一起反擊，但反而卻讓高登查出當年的殺害親兄弟的罪行。最後因得知自己已經不被法庭相信，於是在高登的面前舉槍自殺，藉由自己的死讓法庭相信高登。
  - 沙曼（英语：Sensei (DC Comics)）（；雷蒙德·約翰·巴里飾[34]）

一位神秘武術老者，又名「老師」（Sensei），隸屬貓頭鷹法庭、位於凱薩琳之上的頭領，負責洗腦、訓練及帶領布魯斯成為城市守護者。認為法庭內部已經同樣充滿罪惡，於是帶領布魯斯將法庭徹底趕盡殺絕。正要實施擴散病毒的計畫時，被趕到的阿福槍殺身亡，死前提醒布魯斯去尋找他背後的主人「惡魔之首」。

### 第四季
- 亞瑟·潘／腹語師（Arthur Penn / Ventriloquist；安德魯·賽隆飾）

奧斯華的機要秘書，戴著一副眼鏡，行事謹慎膽怯，為了自保可以出賣任何人。他其實是一同為法爾康尼家族賣命的雙重間諜，暗中為蘇菲亞走漏關於奧斯華的一切消息。奧斯華下台後藏身至一座養老院，直到高登和布洛克前來將他抓回去作證。城市列為禁區後，他重回奧斯華身邊補助。因受不了奧斯華的暴行，他與奧斯華的所有人馬一同逃至高登創立的庇護所，但在庇護所被攻陷後，在奧斯華受黑幫背叛時被當成犧牲品而遭槍擊。被眾人以為喪生的他在警局停屍間中奇跡甦醒，自己縫好傷口後流浪到一家廢棄魔術用品店並撿到名為「疤臉」（Scarface）的人偶，以腹語術來為他講話。他帶著疤臉挾持奧斯華與尼格瑪不成，使得疤臉被破壞，連他自己也遭尼格瑪槍殺身亡。
- 腹語師在原作漫畫的本名為「阿諾·魏斯克」，而奧斯華在劇中將潘先生的本名「亞瑟」叫成「阿諾」即為對魏斯克的致敬。

- 凡妮莎·哈伯（Det. Vanessa Harper；凱西·葛麗芬飾）

一位從其他轄區調來支援的女警探，高登和布洛克的新同事，是一位富有正義感和責任感的優秀警察。相信高登的理想主義，在高登升為警監後擔任他的副手，在對付企鵝人、豬教授、瓦勒斯卡兄弟等危險人物時有著貢獻。城市變成禁區後同樣選擇留下來奮戰，負責保護難民安全，在城市最終恢復秩序後，接下來的十年裡繼續補助高登和布洛克。
- 此角色在原作漫畫的名字是「潔美·哈伯」（Jamie Harper），同樣是一名高譚警局的警官，她首次登場於《偵探漫畫》第817期。

- 雀莉（；瑪麗娜·班奈狄克（英语：Marina Benedict）飾[35]  ）

奈何島的領袖，經營一家地下拳擊場來賺錢，收留無處可去的尼格瑪和格蘭迪，同時也資助萊絲莉經營她的私人診所。靠打鬥百戰百勝的格蘭迪為她賺錢的同時，背地裏和企鵝人有許多往來，她最後為了利益而試圖將尼格瑪出賣給企鵝人，計謀曝光後被芭芭拉槍殺身亡，死後其一切事務全部被萊絲莉掌管。
- 拉茲洛·瓦倫丁／豬教授（Lazlo Valentin / Professor Pyg；麥可·瑟佛瑞斯（英语：Michael Cerveris）飾[36][37] ）

一名戴著豬頭面具、專挑被企鵝人收買的貪污警察下手的瘋狂連環殺手，每個被他殺掉的人頭上都會被他套上豬頭作為象徵。聰明、冷酷、殘暴無常，對所有警察都視為潛在目標，唯獨不殺高登一人。但事實上，他其實是為蘇菲亞賣命的職業殺手，通過扮成連環殺手來殺死貪污警察、消減企鵝人的勢力。他和蘇菲亞的合作關係直到企鵝人下台後才展現，但他同時也失去用處而被蘇菲亞槍殺身亡。
- 馬丁（；克里斯多佛·康維飾）

蘇菲亞開辦的孤兒院中的一名小男孩，因為是啞巴而不會說話，表達一向用圖畫來表示，和奧斯華結成好友。他本是作為蘇菲亞派在奧斯華身邊搜集情報的眼線，但他逐漸和奧斯華產生情誼，最後被奧斯華假造死亡後遣送出城。但後來因奧斯華入獄，他的藏身位置被薩斯出賣而被蘇菲亞劫為人質，最後還是靠尼格瑪的協助而得以逃生，從此被遣送出城。
- 莉莉亞（Lelia；西瓦·卡萊希文飾）

影武者聯盟高層兼刺客，領導著由多數女刺客組成不同派系，在芭芭拉體內的能力顯現後帶領自己的派系現身。她賞識芭芭拉的勇氣，即使在其他人不情願的情況下，她仍然帶領著自己的派系宣誓效忠於她且“至死不渝”。城市變成禁區後負責保護芭芭拉的安全，但最後整間俱樂部被妮莎血洗，她的大部分手下都被殺，使她的命運未知。後來就再也沒有出現，只能假定她同樣被妮莎殺害。
- 艾可（；法蘭契絲卡·盧特-道森（英语：Francesca Root-Dodson）飾）

傑瑞麥·瓦勒斯卡的助手、保鏢兼代理人，謎一般的女子，待人冷酷少言，具有高超格鬥技巧。起初負責保護傑瑞麥並照顧其生活起居，在傑瑞麥露出本性後，被其瘋狂性格所誘惑，受令喬裝成弄臣模樣參與他毀滅高譚的計劃。在城市成為無人地帶後，她協助傑瑞麥管理他的邪教，而其性格則在自行用槍射擊自己的頭部卻奇跡倖存後，從此變得危險、瘋癲且嗜血，將傑瑞麥和傑洛姆兩兄弟當成“神”一般來崇拜。在傑瑞麥掉進化學池陷入腦死狀態後，她以護士身份在阿卡漢臥底並照料他。十年後協助他逃獄乃至參與綁架高登的女兒芭芭拉·莉，在行動中受刀傷的她，就此被傑瑞麥遺棄而槍殺身亡，帶著笑容死去。
- 角色設計參照小丑的伴侶及共犯哈莉·奎茵。

### 第五季
- 泰瑞莎·沃克／妮莎·奧·古（英语：Nyssa Raatko）（；潔咪·莫瑞飾[38]）

忍者大師之女，從父親手中接下聯盟領導權，化名滲透進美國政府作為高層幹部，身在河對岸監視高譚。起初自稱「盟友」而跟高登建立通信，計劃毀滅再重塑高譚市以實現父親理想，同時想方設法不讓政府介入城市收復，用晶片操控“間諜”尼格瑪摧毀難民家園。但由於受高登干預使得她的陰謀曝光，因此逃到高譚繼續計劃，命令雨果對負傷的愛德華多改造成「班恩」，同時對兩個殺父仇人布魯斯和芭芭拉進行復仇。綁架審查城市的上將韋德後在其腦部植入晶片，遙控他對城市發動軍事打擊，還綁走芭芭拉與其剛生下的女兒，直到高登前來救援，她也遭脫身的芭芭拉刺傷而狼狽逃走。全軍覆沒、無以為繼之下搶跑尼格瑪和企鵝人的潛艇，從此逃離高譚不知去向。
- 沃克和班恩在此劇中的背景故事和關係，相似於《黑暗騎士：黎明昇起》中的班恩與塔莉亞·奧·古。

- 威爾·湯瑪斯（Will Thomas；杭特·瓊斯飾）

一位街頭孤兒，橋被炸斷後跟其他孤兒困在城市裡，集體被「占卜者」黑幫抓去做奴隸。唯獨趁機逃跑的他逃到警察局求救，迫使高登領軍救出他的同伴。在庇護家園建立後，他和其他兄弟姐妹全部被收留，並在關鍵時刻協助過高登而留下過好印象。但當庇護所被炸毀時，在樓裡的他也一同喪命。死後一度在高登負傷時的幻覺中現身，作為高登未能保護他所產生的愧疚。
- 愛德華多·杜蘭斯／班恩（Eduardo Dorrance / Bane；夏恩·威斯特飾[39][40]）

一夥擅長刺殺、滲透的私人軍隊「德塔部隊」（Delta Force）首領，是高登從軍時認識的戰友。多年前困於敵陣的他被關入號稱“煉獄”的「硬石監獄」（Pena Dura），備受凌虐之下導致心理異常，倖存的他被沃克救出，從此成為她的忠實部下，遵從其命令而進軍高譚清除罪犯。跟高登的行事風格不對盤後，從戰友關係慢慢變成敵人。在與高登的生死決鬥中被鋼筋重傷，之後被沃克帶至雨果的實驗室強化身軀，成為口戴面罩的「班恩」（意為「剋星」），繼續追殺高登、芭芭拉等人，隨後強制軍方進軍高譚。但隨著高登領軍並肩作戰、堅守全體市民排成的“防線”，最後被不情願服從他的軍方背叛。寡不敵眾之下舉手投降，最後跟所有忠誠者一起被軍方收押移送法辦。
- 班恩在漫畫原著裡沒有真實姓名，而他在劇中姓名改編自班恩的父親王蛇，本名「愛德蒙·杜蘭斯爵士」（Sir Edmund Dorrance）。

- 安傑·瓦勒倫加（Sgt. Angel Vallelunga；大衛·卡蘭薩飾）

德塔部隊中士，愛德華多的副手，遵從他的一切命令，包括屠殺罪犯以及湮滅知情他們真實任務的人證和物證。但隨著高登的通力合作，他被尼格瑪的假炸彈誤導，最後被福克斯釋放的催眠瓦斯制伏。當愛德華多被改造成班恩後，他繼續擔任部隊副指揮進軍高譚實施軍事打擊，當班恩最終落敗後，他也只能舉手投降而一起被抓捕。
- 角色出自電子遊戲《蝙蝠俠：阿卡漢起源》中班恩的副手「鳥人」（Bird）的本名；該外號曾經在1993年漫畫《蝙蝠俠：騎士隕落》中提及過。

## 次要人物

### 第一季
- 湯瑪士和瑪莎·韋恩（Thomas and Martha Wayne；格雷森·麥考區（英语：Grayson McCouch）和貝蕾特·泰勒（英语：Brette Taylor）飾）

布魯斯·韋恩的父母，被稱為是高譚市最有權有勢的夫婦；湯瑪士除了擔任醫生以外、還掌握著家族代代相傳的公司「韋恩企業」，而瑪莎則是和藹可親、同情城市貧窮市民的社交名媛。夫妻倆為了改變城市未來而安排過無數美好的提案，但好景不長，夫妻倆最後雙雙被一名蒙面搶劫犯在一條小巷裏開槍射殺；夫婦倆的死亡不但改變整座城市的進程，還改變布魯斯的「一生」。他們過世幾年後，傑瑞麥·瓦勒斯卡綁架一對長相跟他們夫婦倆極為相似的男女，施以整型以及泰奇的催眠而塑造成假韋恩夫婦，藉以重現韋恩夫婦喪生之夜。隨著介入計劃的高登和萊絲莉能夠作為完美的頂替對象，這對冒牌貨被認為無用處後被傑瑞麥湮滅掉。
- 派屈克·「火柴人」·馬龍（英语：List of minor DC Comics characters#Matches Malone）（；第一季由臨演飾演蒙面形象，第二季改由麥可·波溫（英语：Michael Bowen (actor)）飾演本人形象）

職業連環殺手，一向為出價最高的買家服務，為殺害韋恩夫婦的真正兇手，因為有著不殺小孩的原則而放過布魯斯，犯下多次殺人罪後在外躲藏數年，因為行事低調而始終不為人知。如今最終被布魯斯透過關係和線索而找到，承認罪行後在痛心疾首下一心求死。但由於布魯斯沒有下手，最後則選擇飲彈自盡，帶著深重罪孽身亡，此後作為與布魯斯具有深度“影響”的人。
- 火柴·馬龍在原作中為布魯斯·韋恩所使用的一個假身份，而原作裏真正槍殺韋恩夫婦的兇手則是喬·齊爾。

- 派蒂和道格（Patti and Doug；莉莉·泰勒（英语：Lili Taylor）和法蘭克·華利（英语：Frank Whaley）飾）

一對從事兒童拐賣的一男一女，均為人偶師賣命，偽裝成社工在高譚市各處綁架街頭兒童。囚禁小孩的地點暴露後喬裝成運送兒童至州北的工作人員，劫走數十名兒童後本將完成任務，但由於兒童群體之中的瑟琳娜爭取足夠時間，兩人共同被高登和布洛克拘捕。
- 戴維斯·拉蒙德／氣球人（Davis Lamond / The Ballonman；丹·巴克達（英语：Dan Bakkedahl）飾）

普通社工，負責照顧城市街頭兒童，但因為看不慣城市的貪腐而決定自行改變現狀，於是化身為氣球人將部分知名的貪腐人士全部除掉。最後在藏身之處被高登與布洛克發現，被兩人聯手制服後受傷，大喊自己還會有繼任者後被逮捕。
- “理察·葛拉德維”（"Richard Gladwell"；海金·凱-卡辛（英语：Hakeem Kae-Kazim）飾）

一位身份不明的黑幫殺手，盜用他人身份作為掩飾手段，專門使用一把暗藏尖刺的儀器作為標誌性行刺手段。作為自由職業者，在阿卡漢提案即將公佈之際，分別為法爾康尼與馬洛尼雙方賣命，連續殺害兩名各屬一方的市議員。即將為馬洛尼行刺市長之際被高登制止，寧死不屈之下被當場擊斃。
- 茉莉·瑪希絲（Molly Mathis；莎隆·華盛頓飾）

韋恩企業的中層管理員，湯瑪斯·韋恩生前的合作夥伴，私底下是利用公司從事非法事業的實施者之一，其中包括毒蛇案件。
- 史坦·普多斯基（Stan Potolsky；丹尼爾·倫敦（英语：Daniel London）飾）

一位熱愛哲學的生化學家，曾是威爾贊製藥公司的人員，「毒蛇藥物」的研發者。因為看不慣上級的貪婪，打算靠自己的成果來讓城市高級政商名流感染毒藥，被高登和布洛克阻止後跳樓自盡。
- 尼古萊（Nikolai；傑瑞米·戴維森（英语：Jeremy Davidson (actor)）飾）

高譚市的俄羅斯黑幫頭目，隸屬法爾康尼犯罪家族，平時總是跟穆妮勢不兩立，但私底下其實跟她是地下戀人，打算跟她聯手推翻法爾康尼。兩人的戀情被奧斯華發現並透漏給法爾康尼，最後還被奧斯華領軍殺害。
- 迪克斯（Det. Dix；丹·赫達亞（英语：Dan Hedaya）飾）

一位退休的前兇殺組警探，布洛克剛當警察時的老搭檔，在最初的山羊之靈事件中落下重傷至雙腿殘疾，此後加上酗酒過量而住進養老院。在高譚市幾年後變成禁區期間，他、布洛克跟另外兩位警察同事由於十幾年前偵辦過的案件，當時“強行結案”的他們因此受到案件兇手的女兒珍·卡特萊特前來報仇，兩位老同事喪生後，連他也被珍在警局勒死。
- 理查·賽恩尼斯（Richard Sionis；陶德·史塔什維格（英语：Todd Stashwick）飾）

一位掌握金融企業的百萬富翁，除了公事以外還經營著地下生死搏擊場，只招收一些戰鬥力強大的人，讓新聘的員工們靠生死決鬥定勝負。在搏擊場被艾森等人破獲下被高登擊敗，被送進阿卡漢關押。關押期間被蓋勒文兄妹的劫獄而被救出，但由於不打算配合而被塔比莎刺數刀死亡。
- 角色借鑒於蝙蝠俠的敵人—「黑面具」羅曼·賽恩尼斯。理查·賽恩尼斯在新52的《貓女》 (vol. 4) #51連載中正式作為羅曼·賽恩尼斯的父親兼黑面具的先驅者引入正史，為首位被引入正史漫畫的本劇角色。

- 葛雷拉醫師（Dr. Guerra；菲利普·赫南德茲飾）

警察局的法醫，學術不精卻極為吝嗇小氣，一向不准任何人插手他的工作。因受不了尼格瑪屢次插手其工作而投訴他，最後被忍無可忍的尼格瑪陷害偷盜屍體部位而被解僱，工作隨即由萊絲莉接替。
- 湯米·艾略特（Tommy Elliot；科爾·瓦里斯→高登·溫瑞克飾）

布魯斯的同校同學，出生於城市最富有的家族之一，似乎因為嫉妒心以及沒有教養，曾對布魯斯實施過霸淩，卻被布魯斯回了幾拳撂倒。於幾年後和布魯斯偶然重逢，看似改邪歸正而成為他的派對好友。
- 賴瑞莎·迪亞茲／銅頭蛇（英语：Copperhead (DC Comics)）（；萊絲莉·安·勃蘭特飾）

一名矯健兇殘的女殺手，被不明人士雇用去殺瑟琳娜，卻在布魯斯的阻撓下失敗，最後在警察來到後逃之夭夭。
- 傑克·布欽斯基／電刑人（英语：Electrocutioner）（；克里斯多福·海爾達（英语：Christopher Heyerdahl）飾）

前黑幫成員，為馬洛尼賣命時遭到出賣而被判無期徒刑，轉移至阿卡漢後開始利用自己熟悉的電路學在其他獄友上做實驗，在阿卡漢策劃暴動越獄後準備找馬洛尼算賬，最後被高登設局再度被擒拿而收押。
- 基恩夫婦（Mr and Mrs. Kean；理察·坡（英语：Richard Poe）和卡洛琳·朗費德（英语：Caroline Lagerfelt）飾）

芭芭拉的父母，一對住在州北的富有夫婦，將女兒芭芭拉塑造成社交名媛。但他們夫妻倆最後雙雙被當作犧牲品，被遭受食人魔洗腦的芭芭拉親手殺害。
- 阿諾·佛拉斯（英语：Arnold John Flass）（；達什·米霍克飾）

警察局緝毒組隊長，擁有強大的關係網與犯罪網，在勢力廣大下在警察局中橫行霸道、為所欲為。殺死一名欠他債的毒販與一名目擊證人後，仍然動用關係將事情掩蓋過去，但罪狀被高登發現下最終遭到同仁逮捕。
- 傑拉德·克萊恩（Gerald Crane；朱利安·山德斯飾）

高中生物教授，強納森·克萊恩的父親，私底下是一名利用人的恐懼來達到摘取器官的連環殺手。曾經因為恐懼而目睹妻子葬身火海，在自責及愧疚的驅使下，便開始致力於開發讓人類克服恐懼的藥方，同時也作為自己的“療藥”。透過受害者的腎上腺提煉出藥物原料，最後成功克服自身的恐懼，將藥方注射給自己兒子強納森後，身中高登和布洛克的數槍之下死亡。
- 史考蒂·穆勒（Scottie Mullen；瑪莉亞·賽耶（英语：Maria Thayer）飾）

一名熱心的輔導員，開辦一個針對被恐懼纏身的人們的互助會，她本人對溺水有著恐懼陰影。開辦的互助會被傑拉德·克萊恩視為目標選取地點，連她都差點被傑拉德綁架殺害。直到被布洛克救出後一度愛上他而訂婚，但隨著布洛克決定冒著風險回歸警隊，和他的感情也隨之告終。
- 凱利（；達士爾·伊夫斯（英语：Dashiell Eaves）飾）

一位人偶師莊園地下的囚犯之一，跟穆妮保持著友好關係，也是囚犯中最支持穆妮的人。跟著穆妮逃出莊園後陪她回去高譚，擔任她的左右手，在倉庫談判時受企鵝人持槍掃射之下，使他的命運未知。
- 哈利馬戲團（英语：Haly's Circus）：一個雜技群星群聚的馬戲團，偶然會來高譚市附近演出。
  - 約翰·格雷森和瑪麗·羅伊德（John Grayson and Mary Lloyd；羅伯特·葛利和艾比·絲妮飾）

一對來自哈利馬戲團的情侶兼表演者，分別表演空中飛人和雜技，兩者一開始本因為長輩之間的世仇而敵視著雙方，直到高登破獲傑洛姆謀殺母親、以及對他們的好言相勸後，他們才決定和好並訂婚走到一起。
  - 萊菈·瓦勒斯卡（Lila Valeska；由臨演飾演屍體）

馬戲團裏的舞蛇女星，傑洛姆的親生母親，在馬戲團裏是人見人愛的萬人迷，由於傑洛姆對她感到煩躁而遭其殺害。
  - 保羅·希瑟羅（Paul Cicero；馬克·馬古利斯（英语：Mark Margolis）飾）

馬戲團裏的算命師，雙目失明，傑洛姆的親生父親，和傑洛姆的關係在他被高登抓捕時才坦白。他隨後被馬戲團開除而隱居在城市裏，不久後被越獄的傑洛姆找到，最後聲言傑洛姆將會成為高譚“詛咒”後被殺害。

- 瑞傑德·「瑞吉」·佩恩（Reginald "Reggie" Payne；大衛·奧哈拉飾）

前英國特種空勤團隊員，二十年前是阿福的老戰友，退伍後淪為一個街頭毒蟲。他被韋恩企業董事會作為線人雇用去調查布魯斯的調查程度，事跡敗露之下刺傷阿福後逃之夭夭，拿到雇傭金繼續流落街頭。但他最後還是被布魯斯找到，供述他的僱主後威脅要去告發，因此被瑟琳娜推出窗外墜樓身亡。
- 法蘭西斯·杜馬赫／人偶師（英语：Dollmaker (comics)）（；克姆·菲爾飾）

歐洲瘋狂科學家，在高譚市小有名氣，從事人體器官販賣與拐賣人口的生意，但主要用途是為了滿足自己的殘疾顧客需求，同時也作為自己的科學實驗品。在發現穆妮的潛質後決定收留她為自己幹活，最後發現她的逃亡計畫後本決定擒拿她，但反而被她設計而被囚犯打成重傷，眼睜睜地看著她帶領囚犯脫逃。
- 湯姆·多爾蒂（Tom Dougherty；查克瑞·史派瑟飾）

警察局的警官，克莉絲汀的新男友，尼格瑪的情敵。表面英俊帥氣的他，其實有著十足暴力傾向，由於他對克莉絲汀動手，使尼格瑪不慎用一把兇器刀將他刺殺身亡，死後被尼格瑪毀屍滅跡並掩蓋成“出城失蹤”。
- 傑森·列儂／食人魔（英语：Ogre (DC Comics)）（；麥羅·溫提米利亞飾）

一名專門誘拐、監禁年輕漂亮女孩的連環殺人魔，是一個聰明、帥氣、又無情的心理變態，會將對象囚禁數星期或數個月後將其殺害並棄屍。本名「傑森·史隆斯基」（Jason Skolimski），從小臉部生長畸形，長大後又被收養他做乾兒子的貴婦所欺騙，殺死貴婦後受父親保護而逍遙法外。做過整形手術變成帥氣臉龐後開始連環殺手之路，使出的計謀讓警察都無從下手，於是在毫無障礙的八年下來殺死十幾名女性。由於被高登調查下企圖去摧殘芭芭拉，但後來感覺到她就是自己一直以來尋找的“真命天女”，打算留著她並一步一步擊垮芭芭拉的意志，最後挾持她做人質時被高登一槍打爆頭身亡。
- 葛蕾絲·費柴德（Grace Fairchild；薇拉·費茲傑羅飾）

一位慘遭食人魔殺害的年輕女子，也是食人魔的第十三個目標，由於被食人魔的帥氣所誘惑，被他囚禁數星期後最終使食人魔失去耐心，遭殘忍殺害棄屍，死後由高登辦理案子。
- 希德·邦德斯洛（Sid Bunderslaw；麥可·波茨（英语：Michael Potts）飾）

韋恩企業實際操作部門的主管，也是集團的高層幹部，與瑪希絲是合作夥伴，與她一起合作公司的非法生意。之後被蓋勒文兄妹綁架，被他們挖出眼珠作為打開名刀保險櫃的鑰匙，同時也遭滅口而殺害。
- 湯米·伯恩斯（Tommy Bones；詹姆斯·安德魯·奧康納飾）

舊時代的黑幫殺手，與馬洛尼家族是多年的好友，坐完九年牢出獄後就趕上黑幫戰爭，在醫院槍戰時受傷而被迫退場。馬洛尼死後轉為奧斯華賣命，逍遙一陣子後作為尼格瑪整垮奧斯華的棋子，做完事後直接被塔比莎處決。

### 第二季
- 瘋子幫（Maniax）：由西奧·蓋勒文創立，再由傑洛姆·瓦勒斯卡帶領的精神病人組成的團體。
  - 羅伯·格林伍德（Robert Greenwood；達斯汀·伊巴拉飾）

阿卡漢的精神病人，是一個喜好食人的連環殺人魔，入獄前曾經吃過十幾個女人。與傑洛姆等人一起被劫獄出阿卡漢，在與他們進攻警察局的時候，由於插嘴而被傑洛姆當場射殺。
  - 亞倫·海爾金格（英语：Amygdala (comics)）（；史汀克·費雪飾）

阿卡漢的精神病人，是一名身材壯碩、卻只有小孩子心智的精神病人，只會聽命於比他強的人，具有很高的攻擊性，曾經徒手殺死他的家人，於瘋子幫鬧事結束後被抓回阿卡漢。
  - 阿諾·多普金斯（Arnold Dobkins；威爾·貝羅飾）

阿卡漢的精神病人，是一名嚴重的精神分裂者，犯過多數投毒及強姦罪。加入傑洛姆的瘋子幫，製造混亂時因為逃晚而被警察抓獲，還沒來得及供述就被遠處的塔比莎狙殺。

- 反黑突擊隊（GCPD Strike Force）：高譚市警察局的特種部隊，由巴恩斯和高登共同創立，負責攻堅並打擊惡勢力。
  - 喬西·麥克（Josie Mac；寶琳娜·辛格飾）

新任警員，從警校畢業後被高登和巴恩斯招募進警局，反黑突擊隊的主要成員之一，是裏面唯一的女警。
  - 路克·蓋瑞特（Luke Garrett；蘭尼·普拉特（英语：Lenny Platt）飾）

新任警員，反黑突擊隊的主要成員之一，攻堅時一向打頭陣，但他剛當上警察不久就被螢火蟲嚴重燒傷，送醫後宣告不治。
  - 薩爾·馬丁尼茲（Sal Martinez；盧卡斯·薩瓦格諾飾）

新任警員，反黑突擊隊的主要成員之一，善用狙擊槍，於掩護蓋勒文派對現場時遭塔比莎殺害。
  - 卡爾·平克尼（Carl Pinkney；伊恩·奎蘭（英语：Ian Quinlan）飾）

新任警員，反黑突擊隊的主要成員之一，但他後來被尼格瑪作為陷害高登的棋子，被他用鐵撬活活打死後栽贓嫁禍給高登。

- 喬、凱爾和埃文·派克（Joe, Cale and Evan Pike；李奧·費茲派屈克、艾瑞·麥凱·威福德和諾亞·羅賓斯（英语：Noah Robbins）飾）

三位靠專業手段來縱火聞名的黑幫兄弟，收養布莉姬特作為妹妹和奴隸對待。這次因奧斯華受蓋勒文兄妹的命令，被布奇雇用而奉命燒毀幾座韋恩企業名下的大樓。當埃文購買材料卻被警方擊斃後，喬和凱爾因為缺人手而找布莉姬特代替他們幹活，最後導致布莉姬特終於忍受不了他們，兩兄弟集體被布莉姬特放火燒成焦屍。
- 夫人（；蜜雪兒·戈麥斯（英语：Michelle Gomez）飾）

本名不詳，高譚市最大的地下殺手集團的金主，一開始被塔比莎雇用去刺殺高登卻全軍覆沒，因此歇業後躲到無警察出入的俱樂部裏營生。但後來因為手下曾經牽扯韋恩夫婦謀殺案而被高登再次找上，最後被芭芭拉欺騙而供出實情後被降服。
- 愛德華多·費拉明戈（英语：Flamingo (comics)）（；勞爾·卡斯提洛飾[25][41]）

墨裔職業殺手，高譚市最危險的殺手之一，是一個善用尖刺鐵鏈、喜歡將自己目標殺來吃掉的瘋子。身為夫人的最後王牌，奉命去刺殺高登卻遭擊敗，但在送進監牢之際仍然用尖牙活活咬死一名新進女警察。
- 刀客湯姆（Tom the Knife；湯米·佛拉納根飾[42]）

一位游走街頭的職業殺手，善用刀具武器作為威懾手段，與瑟琳娜是舊識，喜歡用幽默時尚的外觀來掩蓋自己的殺人手段，其姓名「湯姆」取自演員的真實姓名。
- 諾拉·佛萊斯（英语：Nora Fries）（；克莉絲汀·哈格（英语：Kristen Hager）飾）

維克多·佛萊斯最珍愛的妻子，身患無法治癒的絕症，因此成為維克多犯罪的唯一動力。至死都深愛著維克多，即便發現他的殺人行徑，最後也因為對他的愧疚而選擇自殺。
- 潔莉（；蘿莉·佩蒂（英语：Lori Petty）飾）

地下搖滾歌手，個性張揚又神秘的女主人，是傑洛姆的崇拜者，經營一家地下歌舞廳。給過布魯斯關於馬龍的一切，但也因此被高登逮捕。
- 伊萊亞·范達爾（Elijah Van Dahl；保羅·魯賓斯飾）

奧斯華的親生父親，曾經和葛菈查德是戀人，但因為家人反對而只能放棄，收留並嫁給葛蕾絲以照顧她的兒女。與兒子奧斯華在葛菈楚德的墓前首次相認，於是將他收留至自己的豪門家庭中，對奧斯華影響深遠。由於身患絕症而打算將所有財產全部留給兒子奧斯華，但還未立下遺囑之前就不幸被妻子格蕾絲過失毒殺致死。
- 保羅·魯賓斯曾經在1992年電影《蝙蝠俠歸來》中扮演過企鵝人的父親。

- 葛蕾絲·范達爾（Grace Van Dahl；梅琳達·克拉克（英语：Melinda Clarke）飾）

伊萊亞的妻子，是奧斯華的繼母，表面看似有教養，內心卻渴望權利與金錢，裝作可憐、虛情假意地嫁入豪門，以霸佔范達爾家族的財產與地位。隨著奧斯華即將成為繼承者，她和兩個兒女聯合企圖毒殺奧斯華，卻不慎毒殺丈夫後決定將錯就錯。但她的罪行因沒有處理掉兇器而敗露，最後與兩個孩子一同被奧斯華在晚宴時屠殺；她的屍首還被做成裝飾品。
- 查爾斯和莎夏·范達爾（Charles and Sasha Van Dahl；賈斯汀·馬克和凱莉·洛寧飾）

葛蕾絲的兩個兒女，跟隨母親一起嫁入范達爾家族豪門，和伊萊亞則毫無血緣關係。兄妹倆一向跟從母親，毒殺伊萊亞後和她一起獨霸家業，但弑父罪行最終被奧斯華發現，兄妹倆則被奧斯華殘殺並做成晚宴烤肉。
- 桑尼·吉爾茲（Sonny Gilzean；保羅·皮爾茨（英语：Paul Pilcz）飾）

布奇的侄子，帶小弟做一些小道生意，一向仗著叔叔的勢力而在外囂張跋扈。一次逮到布魯斯和瑟琳娜企圖偷他的錢，剛要算賬前卻被布魯斯毆打幾拳後被他們逃跑，因此和布魯斯結下仇。
- 卡森·格雷（Carlson Grey；奈德·貝拉米（英语：Ned Bellamy）飾）

黑門監獄的腐敗監獄長，掌管監獄內部的種種交易，和洛布局長是老相識，在高登入獄期間受洛布指使來對高登施壓。
- 巴索·卡羅（Basil Karlo；布萊恩·麥曼納莫飾）

一位已故演員，遺體在印第安山實驗室被雨果·史特蘭奇復活，出於某種原因、他自身有著自由伸縮的臉龐，因此能夠自由變成任何人的樣貌。一開始受令冒充高登進拖延時間，卻不慎被芭芭拉識破而狼狽脫逃。之後又被尼格瑪找上來冒充奧斯華的父親伊萊亞，通過演戲來讓他身敗名裂。

### 第三季
- 印第安山實驗逃犯（Indian Hill Experiments）：一群由雨果·史特蘭奇復活改造的實驗品，一部分人得到超能力，逃出實驗室後由穆妮率領，剩餘的人則自謀生路。
  - 馬文（；維克多·帕根飾）

穆妮身邊的實驗逃犯兼隨從，能夠靠手觸碰對方來將其迅速老化，其能力被稱為是「青春之泉之逆反效應」。他奉命殺死過皮博迪，且間接讓艾薇年齡增長為成人，最後跟著穆妮死裡逃生。
  - 南西（；碧安卡·魯迪利亞諾飾）

穆妮身邊的女實驗逃犯，形象是帶著黑色口罩呼吸的高大女子，在關押雨果的安全屋戰鬥中被暴民殺死後焚屍。
  - 希德（；麥可·羅茲飾）

穆妮身邊的實驗逃犯，一位擁有神速力的白髮少年，最後同樣在安全屋戰鬥中被暴民殺死後焚屍。

- 愛麗絲·泰奇（Alice Tetch；娜因·岡澤勒斯·諾威德（英语：Naian Gonzalez Norvind）飾）

傑維斯·泰奇的妹妹，出生時和哥哥同樣得到天賦，身體血液裡含有一種極罕見的病毒，作用於能夠逼出人體心中「瘋狂」一面，僅她自身對病毒免疫。從小被她哥哥囚禁，暗中逃出後隱居在高譚市裡，直到現在被高登發現行蹤後也同時被哥哥找到。最後幫助高登解脫催眠後，不慎從高處落下而被鐵管貫穿身體而死；她的死導致泰奇和高登的長久恩怨，血液也因為保留樣本而引發多數災難。
- 唐菲和迪佛·崔德／崔德兄弟（英语：Tweedledum and Tweedledee (comics)）（；亞當·派契和哈皮·安德森（英语：Happy Anderson）飾）

馬戲團著名摔跤手團體，一開始由五名兄弟所組成，集體受到泰奇催眠控制而跑去襲擊警察局。襲擊造成團體中的兩人死亡、一人被捕，最後僅剩唐菲和迪佛兄弟倆繼續為泰奇賣命，直到最後跟泰奇一起被警察逮捕後關進阿卡漢。
- 伊莎貝拉（Isabella；雀西·史派克飾）

一個長相和克莉絲汀極為相似的金髮女子，為人感性又喜歡謎語，邂逅尼格瑪後一下就和他成為情侶。和他的戀情由於得到奧斯華的嫉妒，因此最後死於奧斯華設計的車禍，在汽車無法刹車之下在平交道上慘遭火車撞死。
- 彼得·高登（Peter Gordon；麥可·帕克（英语：Michael Park (actor)）飾）

高登的父親，曾經是城市最為正義的檢察官，在高登九歲時就被蓄意的車禍害死，至今對高登影響深遠。其生前英雄地位一直啟發著高登，如今出現在高登的幻覺中給予指導。
- 歐嘉（；黛博拉·安格飾）

一名服侍奧斯華的俄裔女僕，即使只是幫他做清潔工作，但對奧斯華非常忠心耿耿。
- 盧卡和雅各布·沃克（Luka and Jacob Volk；科斯塔·羅寧和朱利恩·賽維多維奇飾）

烏克蘭裔黑幫兄弟，兩者領導著號稱「低語者」（Whisper Gang）的走私幫派，長期遭受法庭控制而打算帶人扭轉局勢，對抗時無意間認識布魯斯而決定和他結盟，但在做出行動之前就集體被法庭屠殺。
- 瑪莉亞·凱爾（Maria Kyle；伊凡娜·米利塞維奇（英语：Ivana Miličević）飾[43]）

瑟琳娜的親生母親，與女兒分離多年，直到她與貓頭鷹法庭的鬥爭中才再度現身。和女兒團圓不久後假裝自己被債主纏身，通過演苦肉計來得到布魯斯的同情，從他手中獲得十萬美元。但最後還是被瑟琳娜看穿，也因此被她徹底決裂。
- 科爾·克萊門斯（Cole Clemons；P·J·馬歇爾飾）

一位專業騙子，是瑪莉亞的情人，跟著她四處偷拐搶騙為生，和她共謀騙取布魯斯的錢。
- 德懷特·波拉德（Dwight Pollard；大衛·達斯馬齊連飾）

停屍間負責人，曾經在印第安山實驗室中工作過，帶領過傑洛姆的忠實信眾。試圖用雨果的相同電擊復甦技術來將他帶回人間，之後不慎被警察發現、以及傑洛姆復活失敗下，一人割下傑洛姆的臉來頂替其形象並大鬧電視台。但他不知道實驗已經成功復活傑洛姆，最後被警察抓獲後被剛復活不久的傑洛姆帶走，遭到他的懲罰而在身綁炸彈之下在發電廠裡粉身碎骨。
- 大衛·達斯馬齊連曾經在2008年電影《黑暗騎士》中扮演過小丑的黨羽—湯瑪斯·希夫（Thomas Schiff）。

### 第四季
- 莫頓和葛雷迪·哈里斯（Merton and Grady Harris；麥可·巴西米和麥可·麥茲（英语：Michael Maize）飾[44]）

一位來自外鄉的搶匪表兄弟倆，葛雷迪曾經在高譚瘋人院裡做過工而認識強納森·克萊恩，他們計劃推翻奧斯華而帶走克萊恩以協助他們製作恐懼藥劑。但最後是偷雞不成蝕把米，莫頓等同夥均被捕。唯獨落跑的葛雷迪也遭到淪為稻草人的克萊恩報復，吸入大量他的恐懼藥劑，陷入無盡恐懼後同樣被警察抓獲。
- 瑞德院長（Warden Reed；達米恩·楊（英语：Damian Young）飾）

高譚瘋人院的腐敗院長，對待病人有虐待心理，被莫頓和葛雷迪收買後釋放克萊恩。但他這麼做導致克萊恩逃出後變成稻草人，本要銷毀他的不法事務資料，最後被克萊恩噴灑上致幻劑，陷入無盡的小丑恐懼症中。
- 伯克市長（Mayor Burke；賴瑞·派恩（英语：Larry Pine）飾）

高譚市新上任的市長，接替前市長詹姆斯的職位，他同時也是腐敗人士，身為奧斯華的走狗之一。後來被蘇菲亞拉攏至她的勢力中，受她命令為高登提供晉升警監職位，任務完成後被蘇菲亞送往城外而銷聲匿跡。在高譚市受傑瑞麥摧殘之下返回高譚監督撤離行動，但他馬上就被傑瑞麥安排的發電機炸彈炸死，連同整棟辦公大樓一起炸毀。
- 雷諾茲局長（Commissioner Reynolds；小哈利·蘇頓飾）

高譚市警察局繼洛布局長下台後的新局長，平時比洛布還更少露面；不管好壞，他一向會妥協於強大的勢力，勒令所有警察不准干涉企鵝人的執照制度。他最後被傑洛姆準備攻下城市時遭到挾持，作為犧牲者而被炸碎頭部而死。
- 麥朵·詹金斯（Myrtle Jenkins；伊拉娜·貝克飾）

一位崇拜尼格瑪的瘋狂粉絲，對他的種種犯罪事跡相當著迷，希望成為他的跟班而不惜將他從冰塊中救出。雖然成功救出尼格瑪，但她卻發現尼格瑪的智力已經不如從前，失望之下被尼格瑪拋棄後遭薩斯槍殺。
- 奈爾斯·溫斯洛普（Niles Winthrop；達金·麥修斯（英语：Dakin Matthews）飾）

高譚歷史博物館的老館長，精通歷史，受布魯斯委託而勘驗匕首，卻也因此牽扯進布魯斯和忍者大師之間的鬥爭，最後被忍者大師扭斷頭致死。
- 亞歴克斯·溫斯洛普（Alex Winthrop；班傑明·史道克漢（英语：Benjamin Stockham）飾[35]）

奈爾斯的孫子，一位熱愛歷史的小男孩，因爺爺受布魯斯委託而幫忙分析忍者大師的匕首，而同樣牽扯進布魯斯和忍者大師的鬥爭。目睹爺爺被殺雖然將事先藏好匕首並交給布魯斯保管，但他最後還是被忍者大師劫為人質，也因布魯斯拒絕交出匕首而慘遭忍者大師割喉殺害。
- 獵人和阿努比斯（The Hunter and Anubis；歐文·哈恩和安東尼·羅里奎茲飾）

影武者聯盟成員，忍者大師的兩位下屬，均來自外國，並且都是追蹤高手。獵人是身材壯碩的執行者，阿努比斯則是有狗的習性的“追蹤者”，兩人負責幫忍者大師追蹤布魯斯和亞歴克斯。
- 獵頭人溫德爾（英语：List of minor DC Comics characters#Headhunter）（；凱爾·文森·泰利飾）

薩斯的好友兼職業殺手拍檔，作戰習慣用雙槍並作為標誌性武器，於薩斯不在時補助奧斯華。但於緝拿豬教授的行動中失敗並瞎一隻眼，被偷雞不成蝕把米的奧斯華刺重傷作為洩憤，僥倖存活出院後繼續跟從薩斯，轉為蘇菲亞賣命。
- 桑普森（Sampson；史都·「大個兒」·萊利飾）

奈何島的另一位地頭蛇，跟雀莉有著長期合作關係，待人蠻橫霸道，為所欲為，在萊絲莉接管奈何島時成為她的死對頭。起初被萊絲莉通過毒藥威脅而趕走後，選擇跑去和蘇菲亞結盟試圖奪回控制權。但隨著蘇菲亞的隕落，他的勢力再度瓦解，被萊絲莉以其人之道還治其人之身地用榔頭砸碎手骨後徹底被趕出奈何島。
- 牙醫（；D·巴恩·巴迪·波頓飾）

高譚市中以嚴刑逼供聞名的拷問專家，本名不詳，善用牙醫學工具而得來外號「牙醫」。起初幫企鵝人刑求蘇菲亞，但由於家人受威脅而只能罷手，隨著企鵝人坐牢後，他轉為蘇菲亞賣命。
- 葛瑞芬和克斯馬·柯蘭克（Griffin and Cosmo Krank；湯瑪士·李昂斯和克里斯·布費迪（英语：Chris Perfetti）飾）

一對住在奈何島的玩具店經營者父子，父子倆都擅長製作高技能玩具。但克斯馬不知情的是，他的父親葛瑞芬做著殺手生意，會將玩具做成爆炸品等殺人工具。葛瑞芬受僱於遭謎語人之人格控制的尼格瑪，企圖多次暗殺萊絲莉，最後被尼格瑪的本體意識發現。葛瑞芬在跟尼格瑪對峙過程中，被趕來的高登槍殺身亡，留下喪父的克斯馬繼續經營玩具店。
- 克斯馬·柯蘭克創始於《新蝙蝠俠》動畫系列中，由派頓·奧斯華配音，作為蝙蝠俠的一位敵人。

- 柴克瑞·川布（Zachary Trumble；約翰·崔西·伊根（英语：John Treacy Egan）飾）

傑洛姆與傑瑞麥兩兄弟的舅舅，在高譚市經營一家餐館，曾在傑洛姆年幼時和妹妹萊菈一起虐待侄子傑洛姆。他如今仍然試圖殺害越獄前來的傑洛姆卻未成功，在被他逼供出傑瑞麥所在的學校後被槍殺。
- 帕爾登（Palden；賈瑪·詹姆斯飾）

影武者聯盟忠誠派系的領袖，和手下人僅忠誠於忍者大師一人。不滿芭芭拉即將接管領導權，不惜透過布魯斯將忍者大師復生重返人間，服侍忍者大師直到最後。當忍者大師最後徹底喪命、以及城市變成禁區後，他跟僅存的手下原本來到芭芭拉的俱樂部投誠，但最終沒被芭芭拉接受而集體遭屠殺，屍體被掛在芭芭拉的領域門口示眾。
- 霍登·皮查（Holden Pritchard；彼得·麥羅比（英语：Peter McRobbie）飾）

高譚市府官員，繼伯克市長卸任後擔任的臨時市長，一受威脅容易見風轉舵，被傑洛姆挾持作為人質之一，後來在警方攻堅下被救出。
- 戎格勒（Jongleur；克里斯迪安·亞歴山大·羅薩克斯飾）

傑洛姆的忠實信眾首領，善用飛刀，在他墜亡後開始受傑瑞麥誘惑而轉去追隨他，似乎早就知情一切都是傑瑞麥所主導。他率領信眾佔領警察局為傑洛姆做守靈，但先被警方抓獲後分別被不同人拷問，隨後被奧斯華和布奇劫走，受拷問之下供出傑瑞麥的炸彈繼電器。但由於傑瑞麥早已有備用方案，毫無用處的他被傑瑞麥拿火箭筒連同繼電器一起炸碎。
- 洛尼·哈蘭（Maj. Rodney Harlan；馬利克·尤巴（英语：Malik Yoba）飾）

一位美國軍方少校，由政府指派來到高譚指揮市民撤離等一系列行動，但他固執且不聽人勸的領導方式間接造成傑瑞麥將高譚市變成無人地帶。

### 第五季
- 賽克斯（Sykes；亞歴克斯·莫夫飾）

駐守在荒廢布蘭墩碼頭的黑幫「占卜者」（Soothsayers）的領袖，和手下人靠吸毒為生，誘拐威爾等孤兒們幫他們挖掘通往河對岸的隧道，直到被高登抓到後本追殺他去領賞，人馬卻被趕來的芭芭拉殲滅，唯獨僅他倖存。他的隧道工程隨後被傑瑞麥的邪教會接手，他因拖時間而被傑瑞麥當眾割喉殺害。
- 蕾摩絲·席瓦（Ramos Silva；卡夏瑪麗絲·羅培茲飾）

駐守在荒廢布蘭墩碼頭的黑幫「亡靈幫」（Undead）女領袖，和手下人均將全身畫成白骨圖案。在高登進暗區後意圖殺他領賞，之後在與賽克斯爭奪高登時，她遭高登一槍爆頭，身邊的人也被趕來支援的芭芭拉殲滅。她的餘黨隨後一度被企鵝人傳喚過去攻佔庇護家園，但隨著警察最後奪回局勢，除了一些人落跑以外、其餘的人都喪生。
- 母親和孤兒（Mother and Orphan；蘇珊娜·羅傑斯和班傑明·史奈德飾）

一對言行舉止不尋常的“母子”，生活在一間廢棄旅館裡，對入侵者一律格殺勿論，會搶走他們身上的物品並焚屍。
- 「孤兒」為原著漫畫中大衛·該隱與其女兒卡珊卓·該隱曾經使用過的外號。

- 變種人領袖（Mutant Leader；席德·歐康諾飾）

黑暗區域的黑幫「變種人幫」（Mutants）領袖，身材壯碩，率領其手下與布魯斯跟瑟琳娜發生打鬥後落敗，在瑟琳娜向其逼問傑瑞麥的所在時被她嚴重抓傷臉部。從此跟瑟琳娜結下樑子，之後被艾薇操縱而受令攔住瑟琳娜，最後再次被瑟琳娜制伏。
- 角色來自於法蘭克·米勒創作的漫畫《蝙蝠俠：黑暗騎士歸來》，其隨後製作出分為上下兩部的動畫電影。

- 瑪格莉特·派／喜鵲（英语：Magpie (character)）（；莎拉·申坎飾[45]）

一名女珠寶竊賊，容易被亮閃閃的物品吸引，還能夠把正品用內藏炸藥的贗品調包。偷取奧斯華的高級鑽石後受奧斯華與瑟琳娜追蹤，最後企圖再次搶劫奧斯華的珠寶時，遭到王冠內藏的獵鹿彈貫穿胸口重傷，最後被奧斯華開兩槍殺死。
- 珍·卡特萊特／無名氏（英语：Jane Doe (character)）（；莎拉·皮吉恩飾）

一名女罪犯，曾經是印第安山實驗對象之一，具有觸摸他人皮膚即可變身成該人的能力。七歲時目睹母親自衛殺死她的暴力父親，被年輕時的布洛克強制指證母親坐牢，此後一直對布洛克以及所有控告她母親的警察懷有怨恨。成年後在印第安山獲得超能力，連續殺死迪克斯和另外兩位警察後，一意孤行的她受布洛克對峙之下被槍殺；她至今成為布洛克當警察時所留下的遺憾。
- 韋德將軍（Gen. Wade；約翰·貝佛·洛伊德（英语：John Bedford Lloyd）飾）

美國陸軍將領，負責監視高譚市情況且作出匯報，在政府考慮收復後蒞臨城市做最後審查。但在即將收復之際，他被沃克和班恩綁架後，腦中被雨果植入晶片。雖然最後被高登救出，但他很快受沃克控制而下令對城市進行轟炸，連自己的軍方部下都被班恩掌控。原本被高登視為扭轉局勢的唯一希望，但隨著妮莎落敗時，他遵從妮莎的命令實行“保險措施”，當場舉槍自殺身亡。
- 芭芭拉·萊絲莉·高登（Barbara Lee Gordon；潔特·勞倫斯飾）

高登和芭芭拉的親生女兒，萊絲莉的繼女，名字也是由芭芭拉、萊絲莉和高登之名組合而成，於無人地帶時期結束前夕出生。十年下來與生母芭芭拉同住以外，有時也會去父親高登和萊絲莉的家生活。一度在傑瑞麥的陰謀中遭到綁架，即將被扔進化學池之際，因蝙蝠俠出手營救而最終平安無事地獲救。

## 其他
- DC漫畫角色列表

## 備註
1. ↑  替身演員米海爾·莫迪克在最終集裡飾演他的英雄姿態，後來製上大衛·馬祖的面孔，而蝙蝠俠聲音依舊由馬祖提供。
2. ↑  莉莉·西蒙斯在最終集裡飾演成年的瑟琳娜。
3. ↑  致敬電影《28日後》中，由布蘭頓·葛利森飾演的法蘭克一角，因感染者的血液滴入眼睛而受感染的橋段。

## 外部連結
- 官方网站
- 互联网电影数据库（IMDb）上《Gotham》的资料（英文）